# Baranowicze
Baranowicze (biał. Баранавічы, Baranawiczy; ros. Барановичи, Baranowiczi) – miasto w zachodniej części Białorusi, w obwodzie brzeskim, siedziba rejonu baranowickiego.
Baranowicze są ośrodkiem przemysłu metalowego i włókiennictwa.

## Geografia
Baranowicze mają powierzchnię 50,22 km², w tym 3,18 km² stanowią lasy, 0,12 km² – bagna, a 0,40 km² – obiekty wodne.

## Historia

### Do 1914 roku

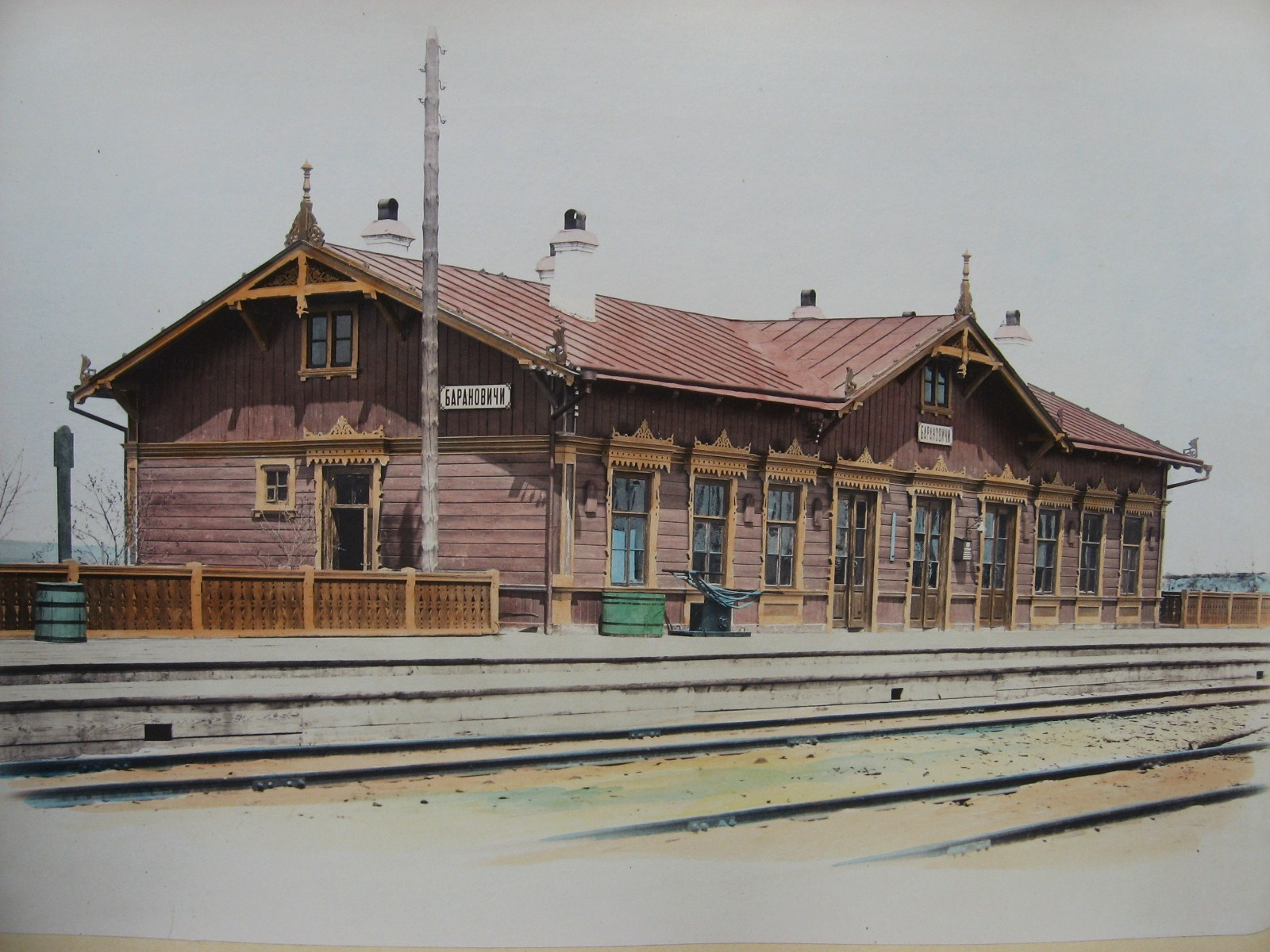
Dworzec kolejowy w XIX w.

Wieś Baranowicze po raz pierwszy wzmiankowano w 1706 jako prywatną własność rodziny Rozwadowskich. Do rozbiorów leżała w województwie nowogródzkim. W 1870 przez miejscowość przeprowadzono linie kolejowe Brześć nad Bugiem–Moskwa i Równe–Wilno, co doprowadziło do gospodarczego ożywienia w połowie lat 90. XIX w. Przyczyniło się do tego także przeniesienie garnizonów wojskowych z Nowogródka i Horodyszcza. Generał inż. baron von Dirschau wybudował tutaj dużą cukrownię, ponadto powstały 3 duże cegielnie, 3 fabryki urządzeń młyńskich, 2 młyny i 2 tartaki. W drugiej połowie XIX wieku do Baranowicz zaczęli ściągać licznie Żydzi. W 1897 roku stanowili już prawie połowę mieszkańców Baranowicz – 2171 z 4692 osób. Jednak zgodnie z „prawami majowymi” nie mogli się oni swobodnie osiedlać poza miastami, a Baranowicze były wsią. Dopiero 9 grudnia 1903 roku weszła w życie ustawa znosząca ten zakaz. W 1909 r. mieszkało tutaj już 9 tysięcy mieszkańców, a w 1914 r. ponad 31 tysięcy – w ten sposób Baranowicze stały się czwartym miastem pod względem wielkości w guberni mińskiej, a wielkością przewyższyły Nowogródek, który dla Baranowicz był w tym czasie powiatem. Miasto w większości było drewniane, jedna ulica posiadała bruk, a pięć było pokryte nim częściowo. W 1908 roku przez dwa miesiące w szpitalu w Baranowiczach przebywał pisarz Szolem Alejchem.
W 1913 roku w miasteczku było 10 synagog. Rabinem był Szymon Szapiro. Żydzi odgrywali znaczną rolę w życiu gospodarczym Baranowicz. Właścicielami młynów byli Wajnberg, Szymszewicz i Lewin, handlem hurtowym zajmowali się m.in. Szulajner, Myszkin, Liwszyn, Segalowicz, Sztejberg. Żydzi prowadzili też duże sklepy (Rabinowicz) oraz fabryki (Goldberg, Bruk i in.).

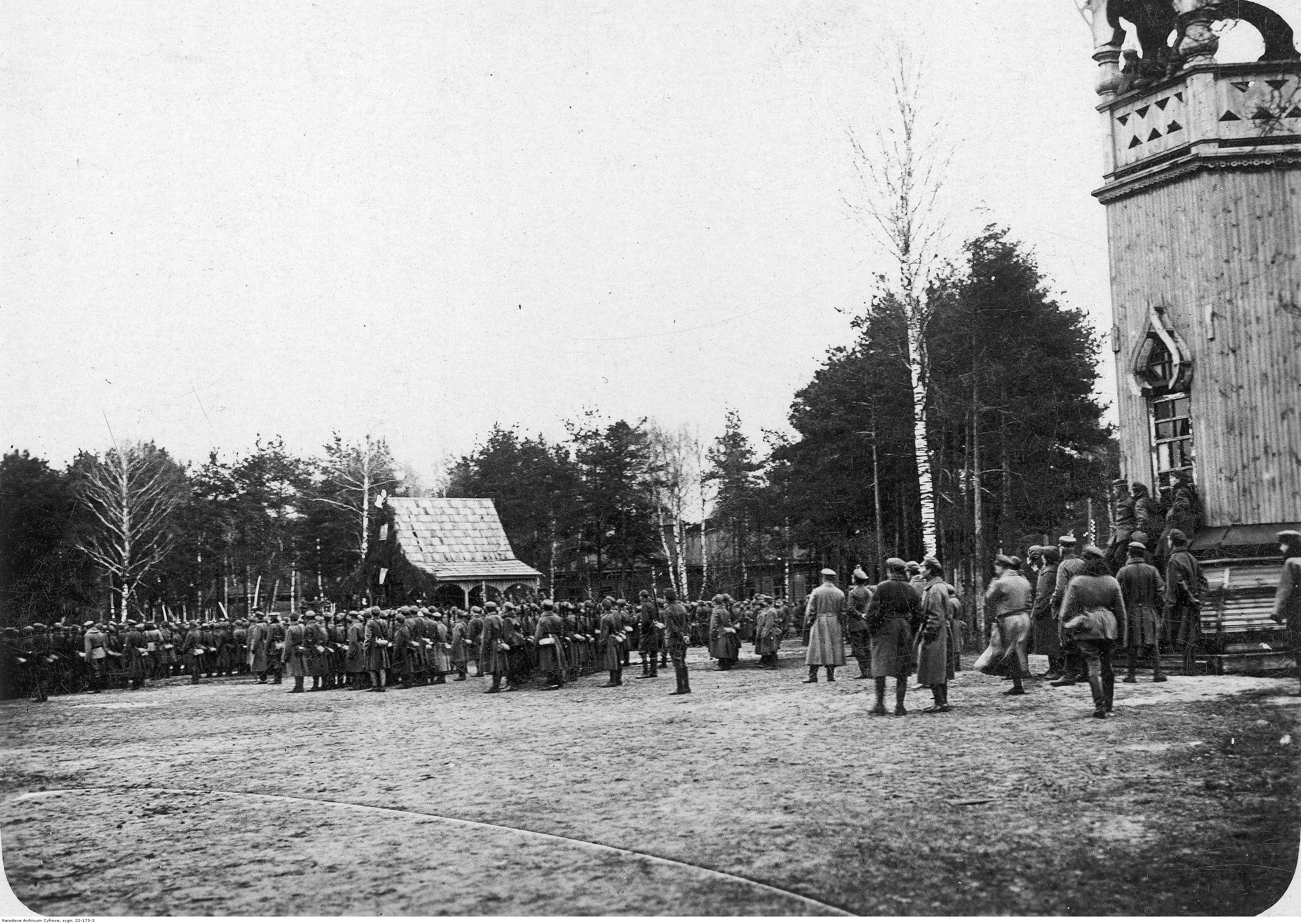
Żołnierze I Brygady Legionów Polskich na placu parad w Baranowiczach

W czerwcu 1916 pod Baranowiczami stoczona została jedna z najkrwawszych bitew I wojny światowej, w której zginęło prawie 100 000 żołnierzy.

### Między I i II wojną światową
18 marca 1919 polski oddział kawalerii 13 pułku Ułanów Wileńskich pod dowództwem mjr. Władysława Dąbrowskiego dokonał rajdu i przejściowo odbił Baranowicze z rąk bolszewików. Polacy zdobyli duże zapasy broni, amunicji i materiału wojennego oraz wzięli wielu bolszewickich jeńców, po czym wycofali się. 18 kwietnia 1919 siły polskie ponownie zaatakowały Baranowicze, tym razem z zamiarem trwałego opanowania miasta. Zgrupowanie płk. Aleksandra Boruszczaka przez całą noc prowadziło walki o miasto z bolszewikami, również przy użyciu bagnetów. Wreszcie wczesnym świtem 19 kwietnia dokonano szturmu i do godziny 7:00 całkowicie oczyszczono miasto z nieprzyjaciela.

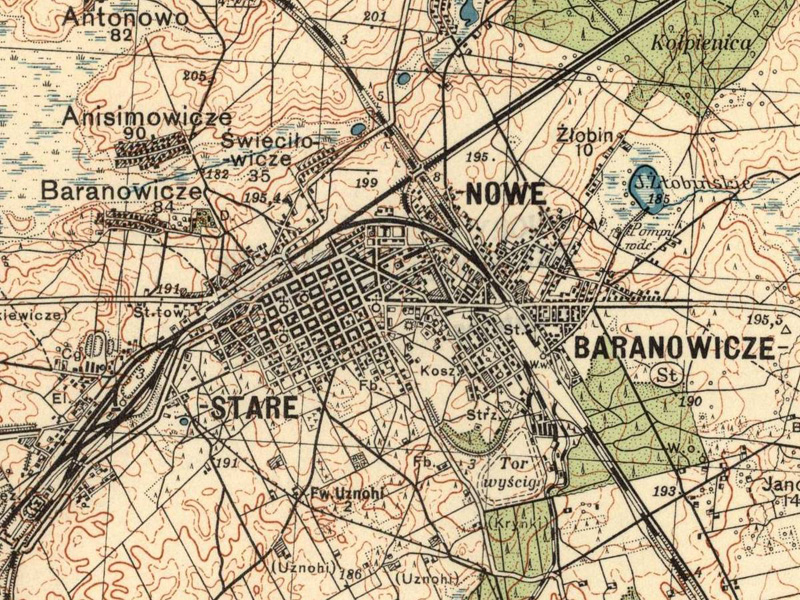
Baranowicze na mapie z 1934 r.

W 1919 Baranowiczom nadano prawa miejskie. Pinchas Kapłan został zastępcą burmistrza. W okresie międzywojennym były ważnym ośrodkiem gospodarczym II Rzeczypospolitej, największym miastem województwa nowogródzkiego, siedzibą powiatu baranowickiego, garnizonu Baranowicze i oddziału Korpusu Ochrony Pogranicza. 30 października 1922 miasto odwiedził marszałek Józef Piłsudski. Po 1922 roku przy ulicy Staszica wzniesiono kolonię urzędniczą oraz uruchomiono gimnazjum. W 1924 roku w mieście zbudowany został drewniany kościół katolicki pw. Podwyższenia Krzyża. Od 1925 roku na rogu ulic Szeptyckiego (Sowieckiej) i Mickiewicza został odsłonięty, drugi po warszawskim, Grób Nieznanego Żołnierza. W tym samym powstało technikum kolejowe oraz szkoła kupiecka. W 1926 do budowanej lokalnej cerkwi przeniesiono elementy wyposażenia rozebranego soboru św. Aleksandra Newskiego w Warszawie. W 1927 roku zbudowano nowoczesną rzeźnię miejską. W 1929 roku otworzono muzeum powiatowe i zbudowano Bank Polski. Wkrótce oddano do użytku nowy budynek Ogniwa Polskiego, Poczty Polskiej, kino „Apollo” i remizę strażacką. W 1938 roku uruchomiono lokalną rozgłośnię Polskiego Radia, Polskie Radio Baranowicze o mocy 50 kW.
W Baranowiczach mieściło się dowództwo Nowogródzkiej Brygady Kawalerii, którą od 1937 roku dowodził gen. Władysław Anders, a także stacjonowały 26 pułk ułanów, 78 pułk piechoty, 9 dywizjon artylerii konnej, 9 szwadron pionierów i 9 szwadron łączności. W okresie międzywojennym jako dowódcy i oficerowie służyli w Baranowiczach m.in. Roman Abraham, Mieczysław Boruta-Spiechowicz, Stanisław Grzmot-Skotnicki, Bolesław Kontrym, Witold Pilecki, Nikodem Sulik.
15 września 1939 miasto i radiostacja zostały zbombardowane przez Luftwaffe.

Baranowicze w II Rzeczypospolitej:
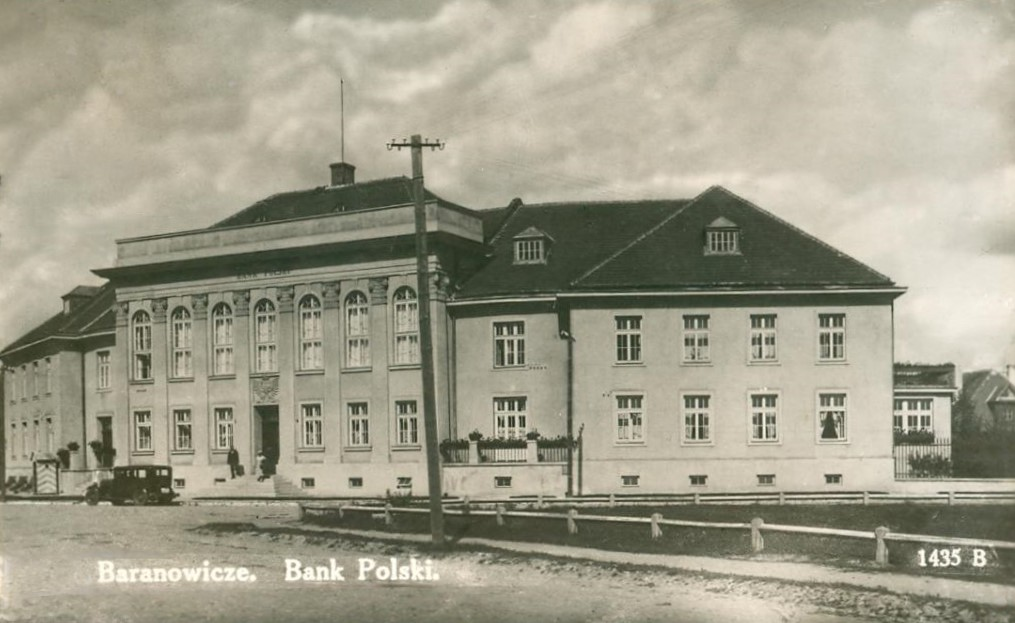
Bank Polski
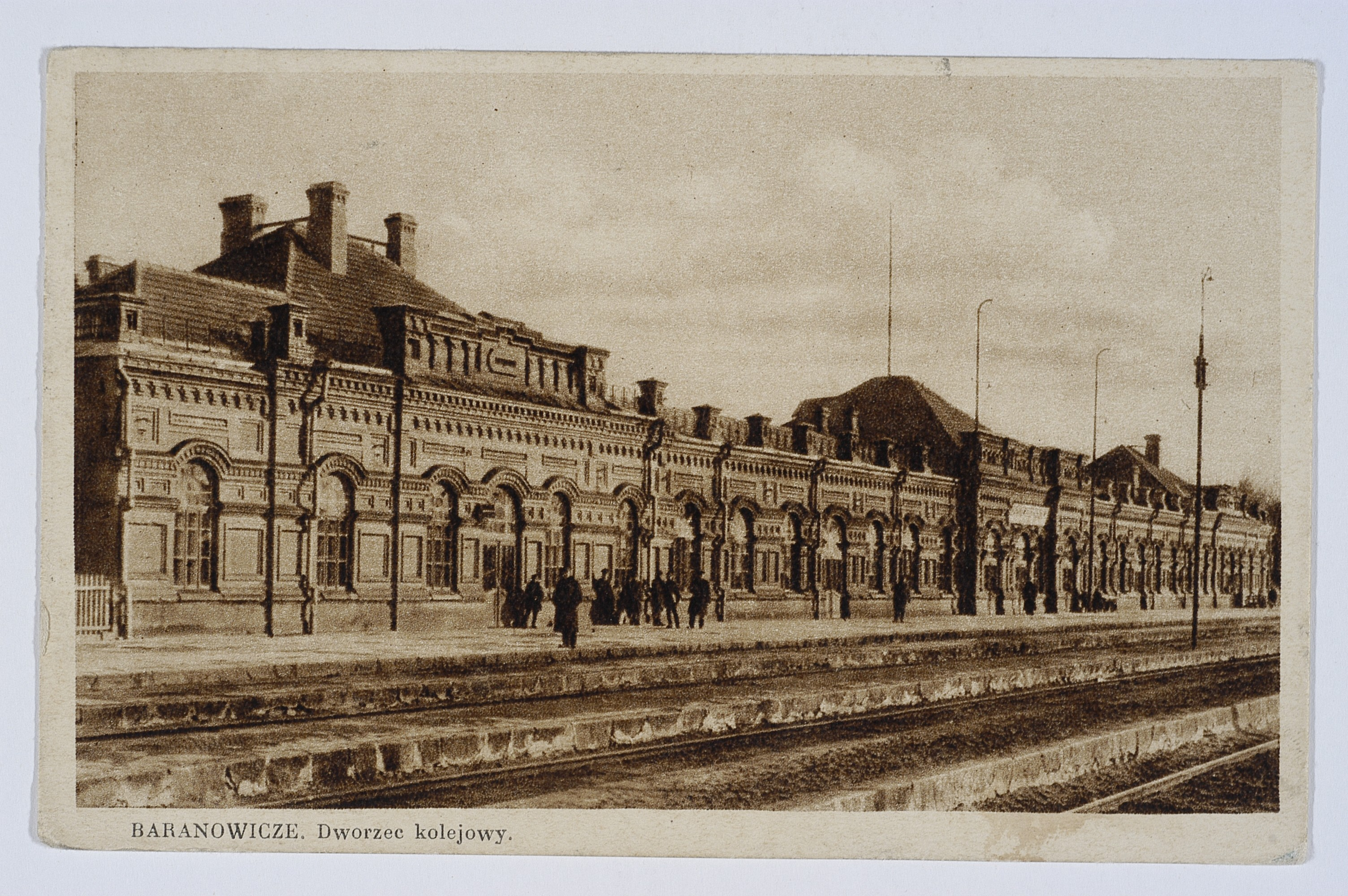
Dworzec kolejowy
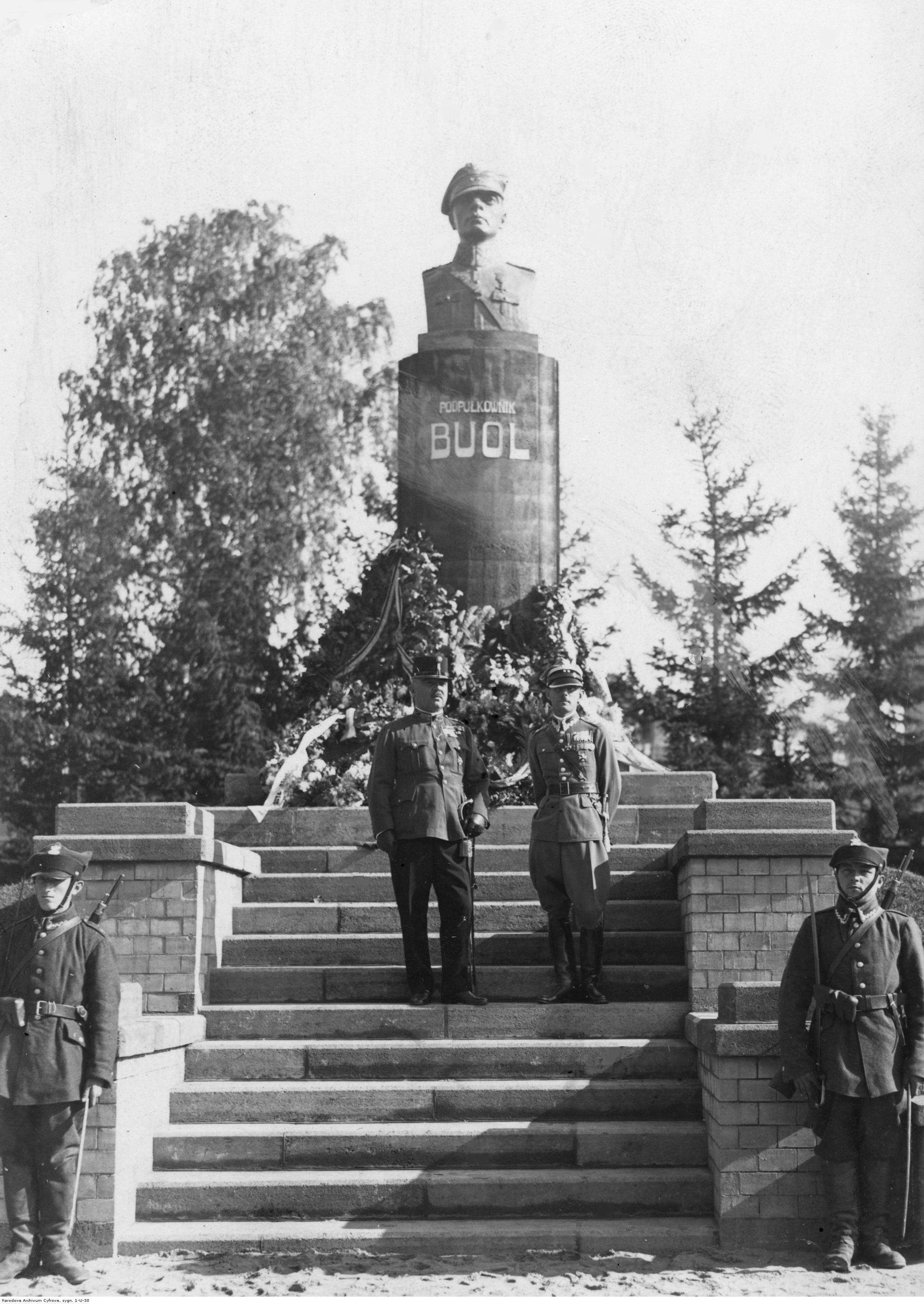
Pomnik węgierskiego oficera ppłk. Artura Buola
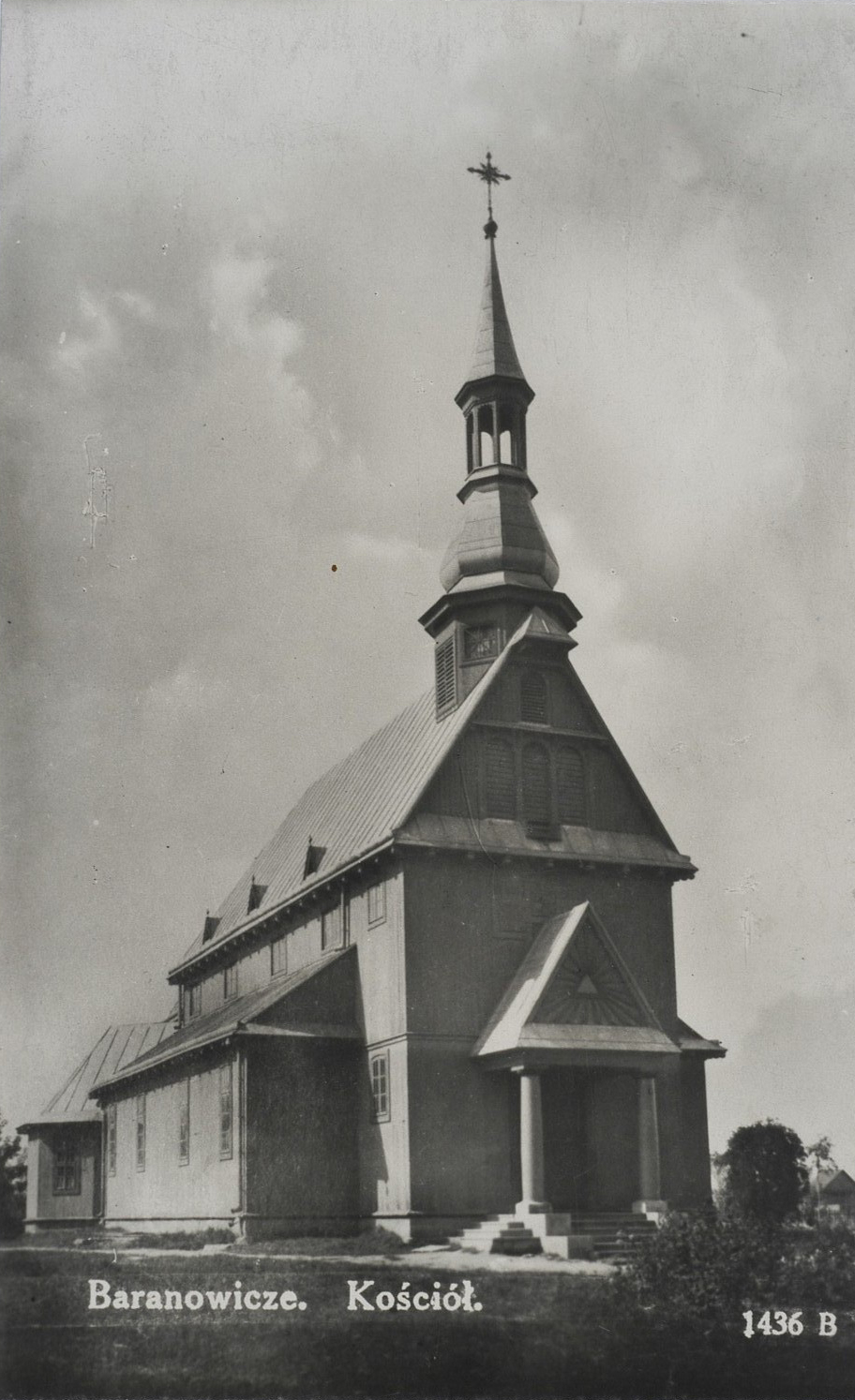
Kościół Podwyższenia Krzyża
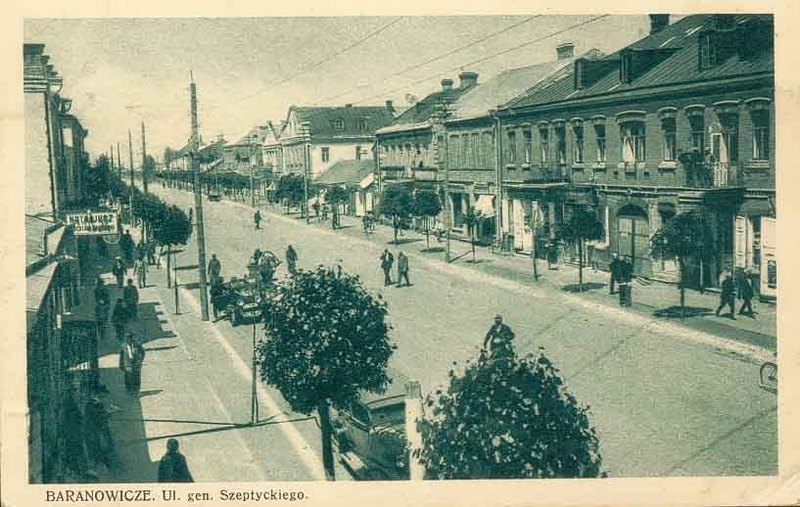
Ulica gen. Szeptyckiego
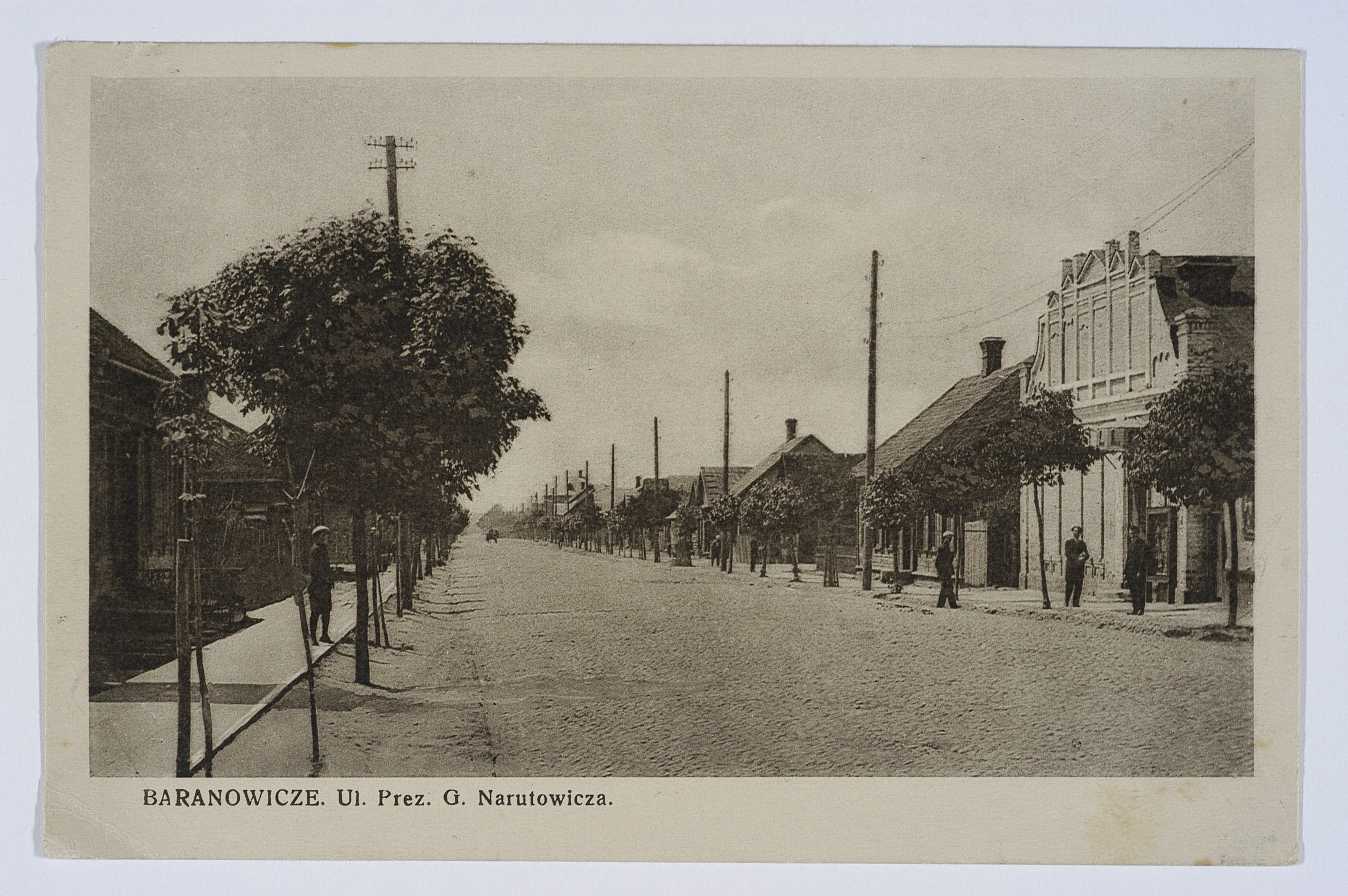
Ulica prez. Narutowicza
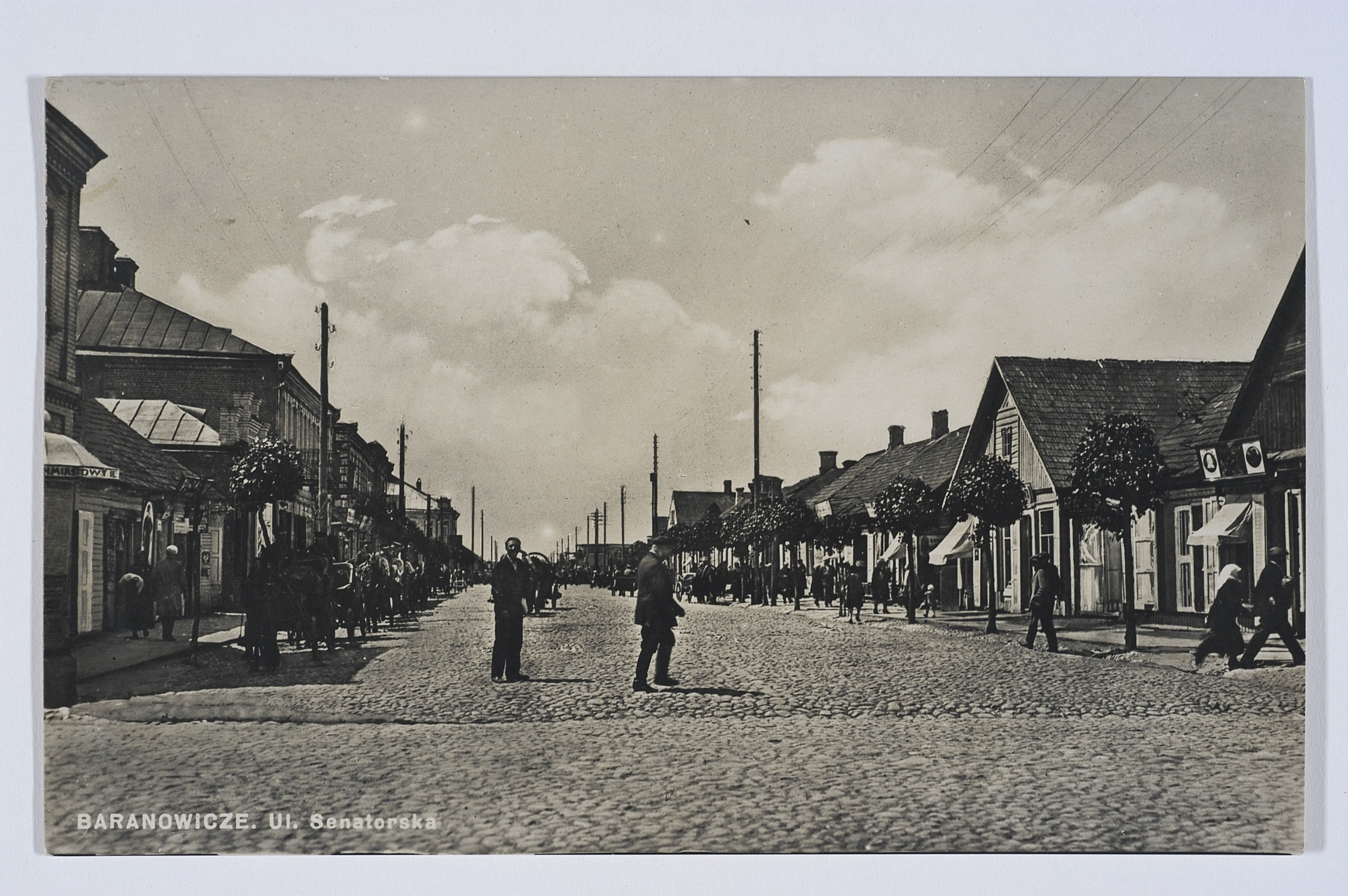
Ulica Senatorska
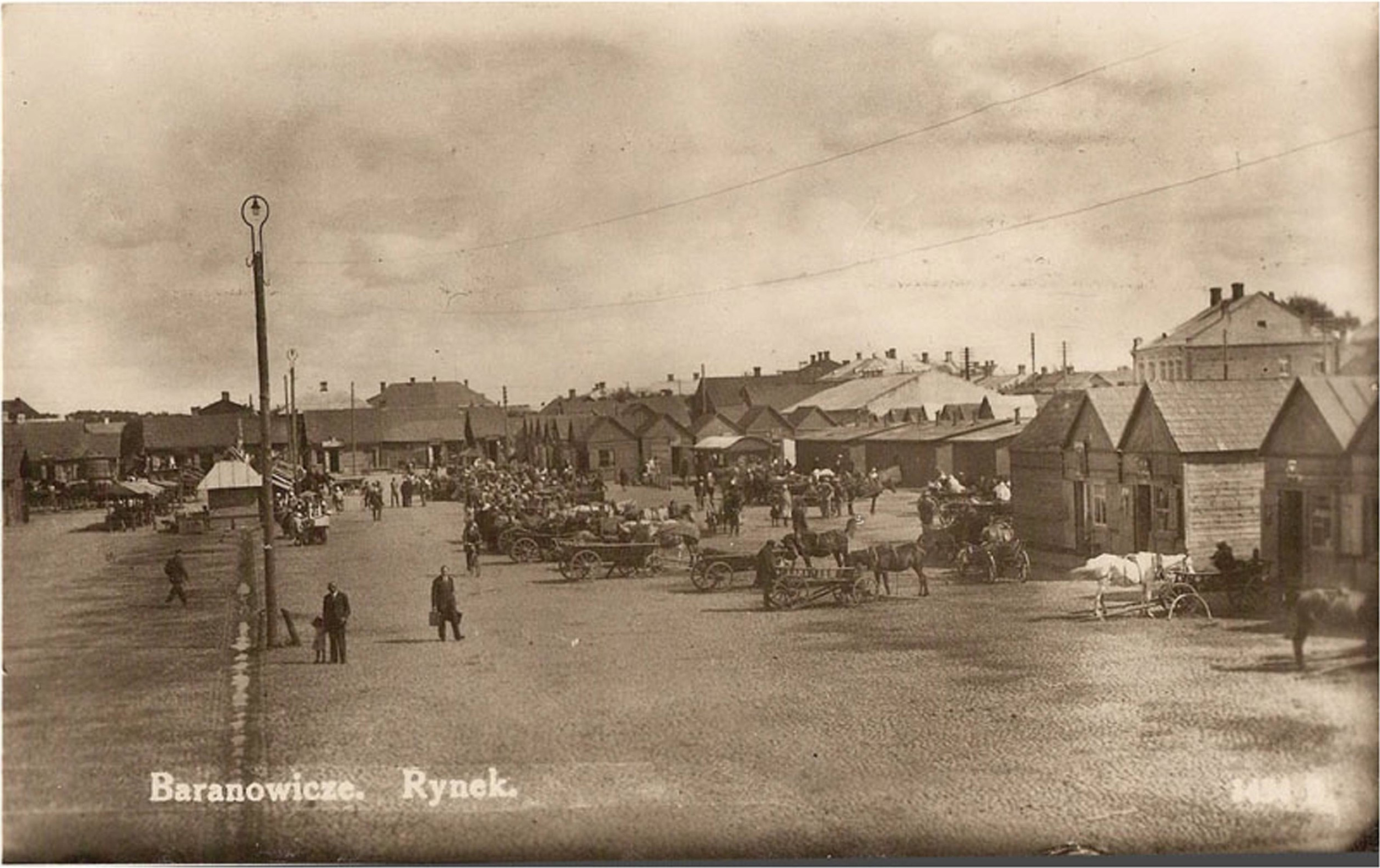
Rynek
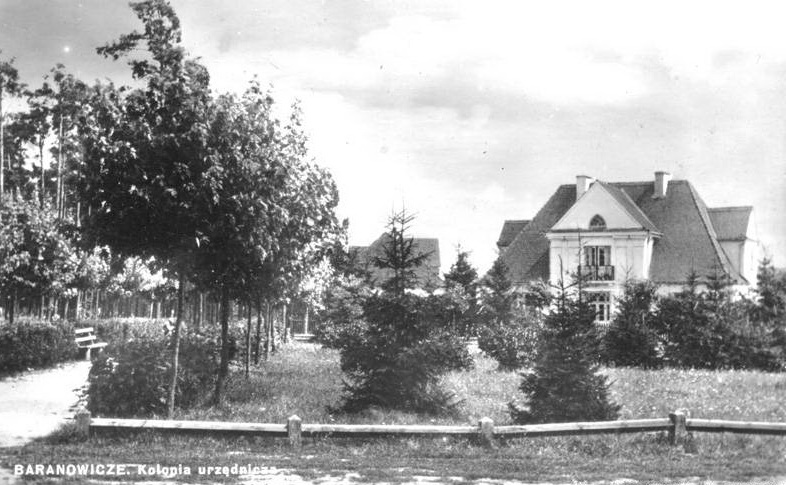
Kolonia urzędnicza
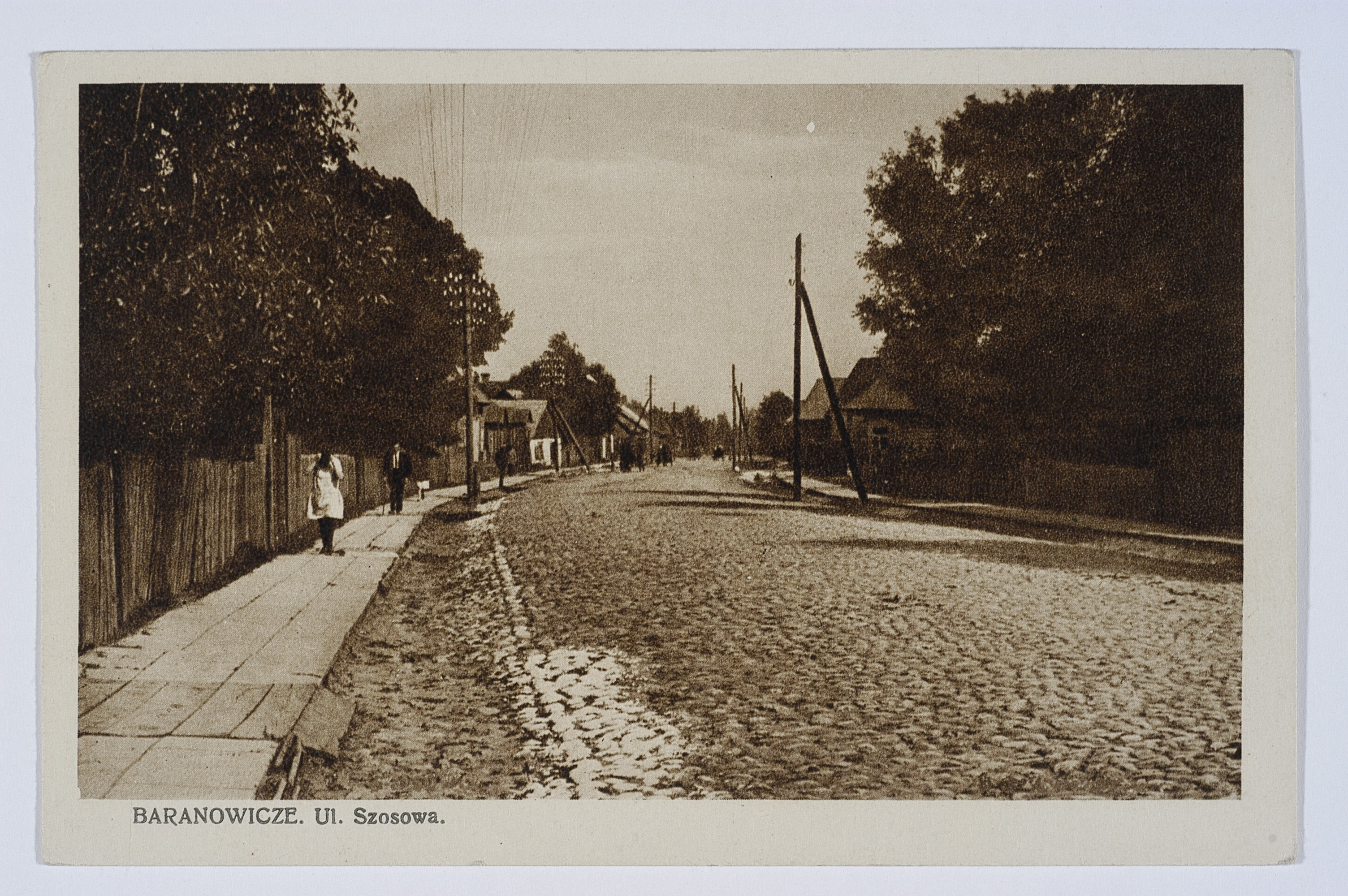
Ulica Szosowa
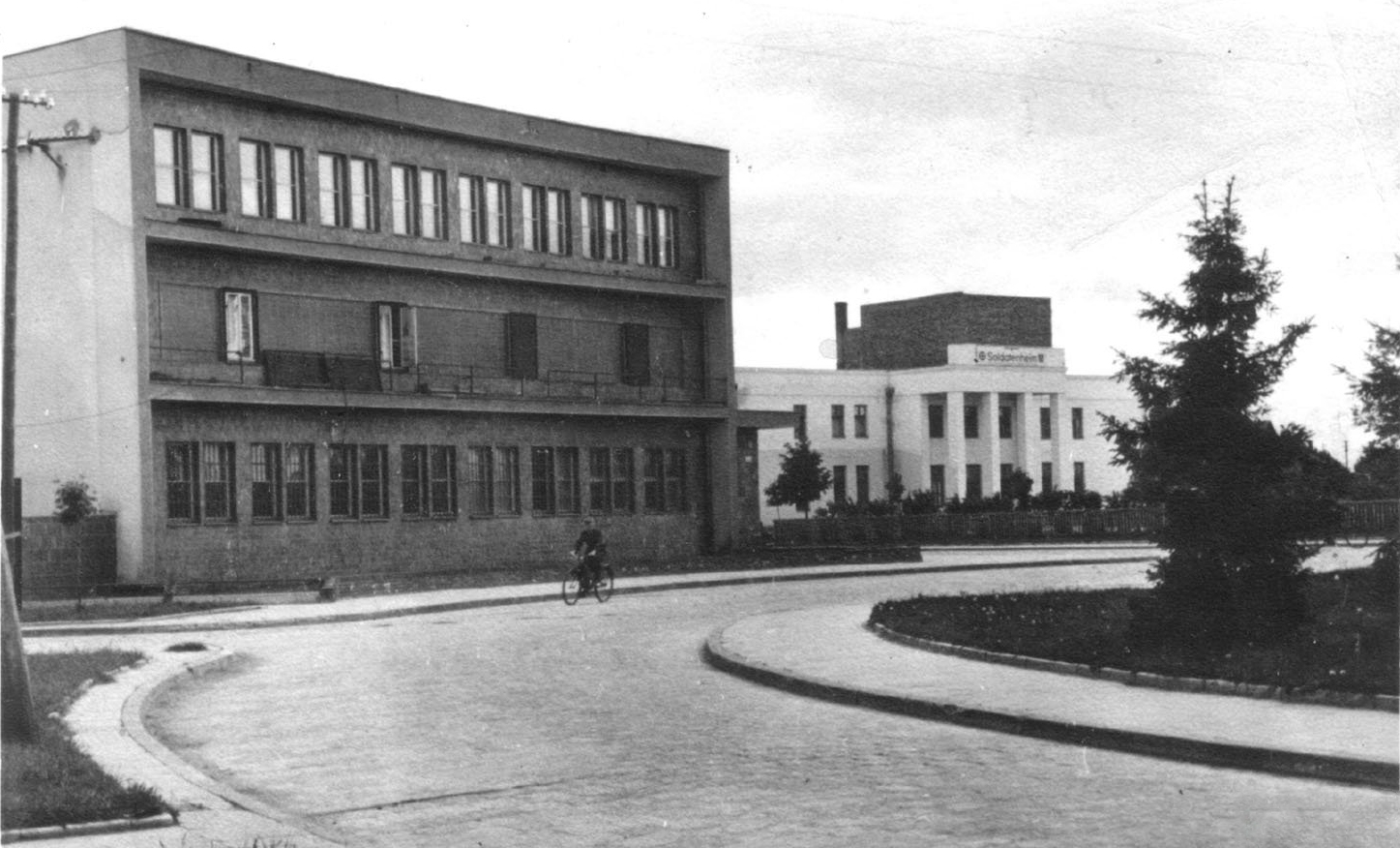
Urząd Pocztowy, proj. Maksymilian Goldberg i Hipolit Rutkowski (1937)
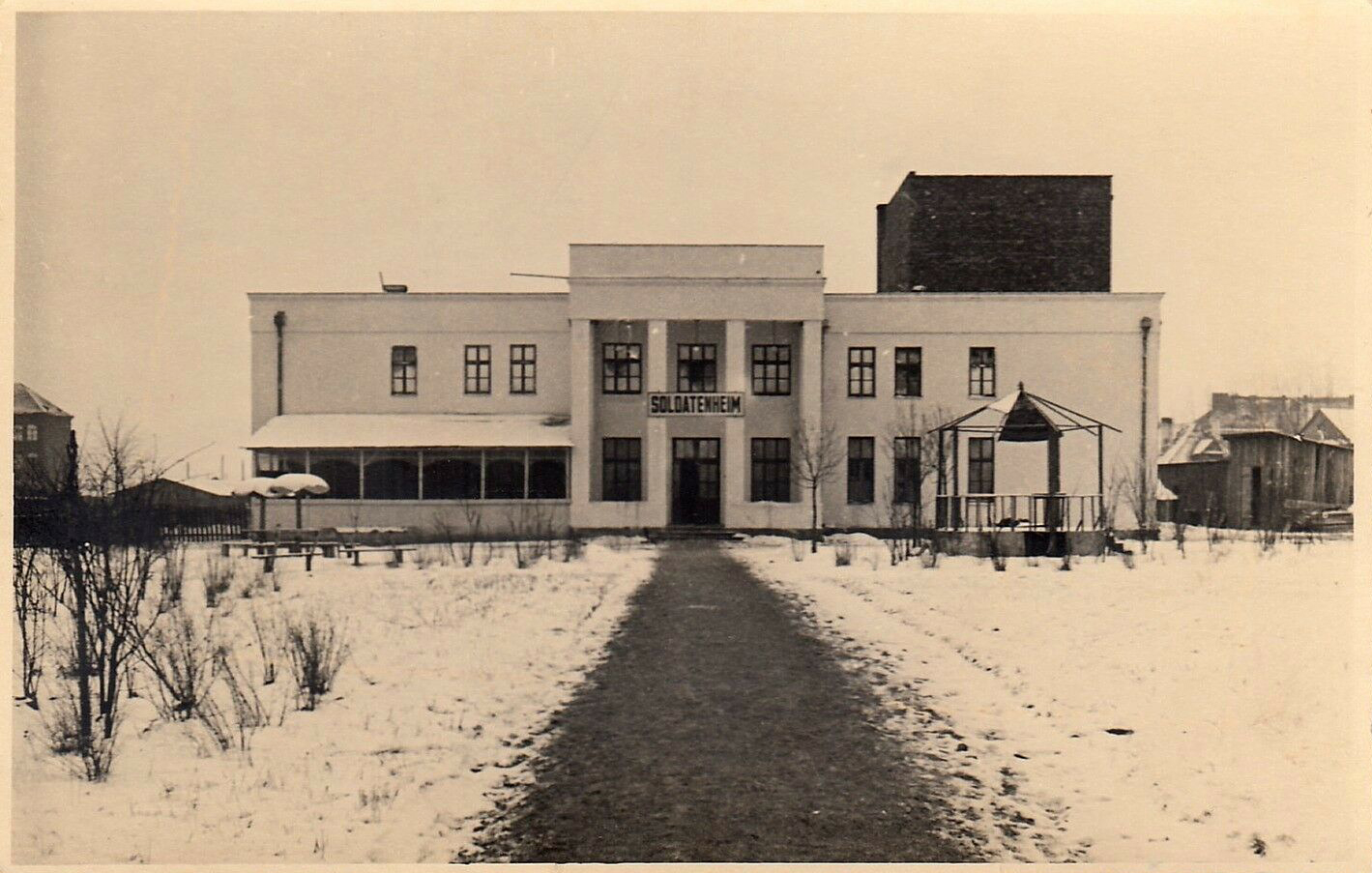
Urząd Pocztowy, budynek główny

### Obrona Baranowicz 17 września 1939
17 września 1939, w dniu napaści ZSRR na Polskę, na teren powiatu baranowickiego wkroczyła Armia Czerwona. W tym samym czasie na terenie powiatu rozpoczęły się mordy i grabieże. Ich ofiarami padali zamożniejsi mieszkańcy, urzędnicy, policjanci i żołnierze Wojska Polskiego (zazwyczaj Polacy), sprawcami natomiast były zbrojne grupy skomunizowanych chłopów i kryminalistów, działające z inspiracji ZSRR (zazwyczaj Białorusini i Żydzi).
Na wieść o sowieckiej napaści, 17 września 1939 we wczesnych godzinach rannych, kierownik baranowickiego magistratu Jan Węgrzyn podjął decyzję o utworzeniu milicji (tzn. Straży Obywatelskiej), w celu obrony miasta oraz zapobieżenia rozprzestrzeniania się anarchii i bezprawia z terenów wiejskich. Składała się ona ze 186 Polaków, których Jan Węgrzyn znał osobiście. Zostali oni wyposażeni w niebieskie opaski i karabiny. Tymczasem z terenu powiatu do Baranowicz zaczęły napływać tłumy białoruskich chłopów, a pod budynkiem magistratu zgromadził się tłum wznoszący antypaństwowe okrzyki. Około godziny 10. do budynku wtargnęła grupa robotników – członków Polskiej Partii Socjalistycznej, której przewodził mężczyzna o nazwisku Machaj. Grupa zażądała likwidacji milicji z niebieskimi opaskami. W wyniku burzliwych negocjacji osiągnięto porozumienie, w myśl którego służba porządkowa miała zostać utrzymana, jednak niebieskie opaski miały został zastąpione czerwonymi. W tym momencie jednak do magistratu wtargnęła grupa ok. 30 miejscowych komunistów, krzyczących „Dość waszych rządów, precz”. Również ich, pomimo dużego napięcia, udało się przekonać, że służby porządkowe są w mieście niezbędne do ochrony przed rabunkami i samosądami, przynajmniej do momentu wkroczenia wojsk sowieckich. W tej sytuacji jedynym żądaniem komunistów było aresztowanie przywódcy socjalistów, Machaja. O godzinie 14. miasto Baranowicze zostało zajęte przez Armię Czerwoną. Milicja Jana Węgrzyna, pomimo iż nie podjęła walki z Sowietami, uratowała Baranowicze przed falą mordów i grabieży, które w tym czasie miały miejsce w powiecie i na całych ziemiach północno-wschodnich II Rzeczypospolitej.

### Okupacja radziecka (1939–1941)
2 listopada zostały włączone do Białoruskiej SRR. 4 grudnia 1939 stały się centrum administracyjnym nowo utworzonego obwodu baranowickiego. Do miasta przybyło wielu uchodźców z zachodnich części Polski, w tym wielu Żydów. Pod koniec 1939 roku społeczność żydowska liczyła około 15000 ludzi. Wśród nich był Issachar Fater, badacz muzyki żydowskiej, W 1941 roku został aresztowany przez władze sowieckie i zesłany do Azji Środkowej. Rozpoczęła się silna sowietyzacja ludności Baranowicz. Latem 1940 roku wielu uchodźców z Polski, w tym Żydów, wywieziono w głąb Związku Radzieckiego.

### Okupacja niemiecka (1941–1944)
26 czerwca 1941 roku miasto zajęli Niemcy. Baranowicze stały się siedzibą obwodu baranowickiego Komisariatu Generalnego Białoruś, Komisariatu Rzeszy Wschód. Oddziały frontowe Wehrmachtu, stacjonujące w mieście zostały zastąpione przez SS i Gestapo. Na czele sztabu Policji Bezpieczeństwa i SD stał Niemiec SS-Untersturmfuhrer Waldemar Amelung. Zagłada Żydów w mieście zaczęła się zaraz po wejściu wojsk hitlerowskich do miasta. Na cmentarzu żydowskim dokonowano zbiorowych egzekucji. Utworzono getto, przez które przewinęło się ok. 13 tysięcy lokalnych Żydów (ocalało zaledwie ok. 250 z nich). Z pogromu Żydów udało się uciec Stanisławie Sowińskiej. 13 lipca 1942 na miejscowym cmentarzu prawosławnym Niemcy rozstrzelali 48 Polaków spośród miejscowych księży i inteligencji, ofiary przed śmiercią wiązano drutem kolczastym. Miasto zostało ponownie zajęte przez Armię Czerwoną 6 lipca 1944 r.

### Po 1945 roku
Po opanowaniu Nowogródczyzny, Sowieci wznowili wywózki do Kazachstanu i na Syberię. W wyniku polsko-radzieckiej umowy z 16 sierpnia 1945 całe województwo nowogródzkie przeszło pod władanie Białoruskiej SRR.
W drugiej połowie lat 40. XX wieku partyjne władze Białoruskiej SRR utrudniały proces przesiedleń osób narodowości polskiej z Baranowicz do Polski w jej nowych granicach. Wprowadziły one pojęcie „osób urodzonych na terenie Białorusi”. Osoby takie automatycznie uznawano za etnicznych Białorusinów, tym samym odmawiając im prawa do decydowania o swojej przynależności narodowej ze względu na używany język czy wyznanie. W konsekwencji uniemożliwiało to ich ekspatriację. Polscy członkowie komisji mieszanej w Baranowiczach pisali w sprawozdaniu:

Strona białoruska (…) nie zważając na to, co sama widzi i słyszy (…) bezapelacyjnie orzeka, że oni są Białorusinami, ponieważ są tu urodzeni.

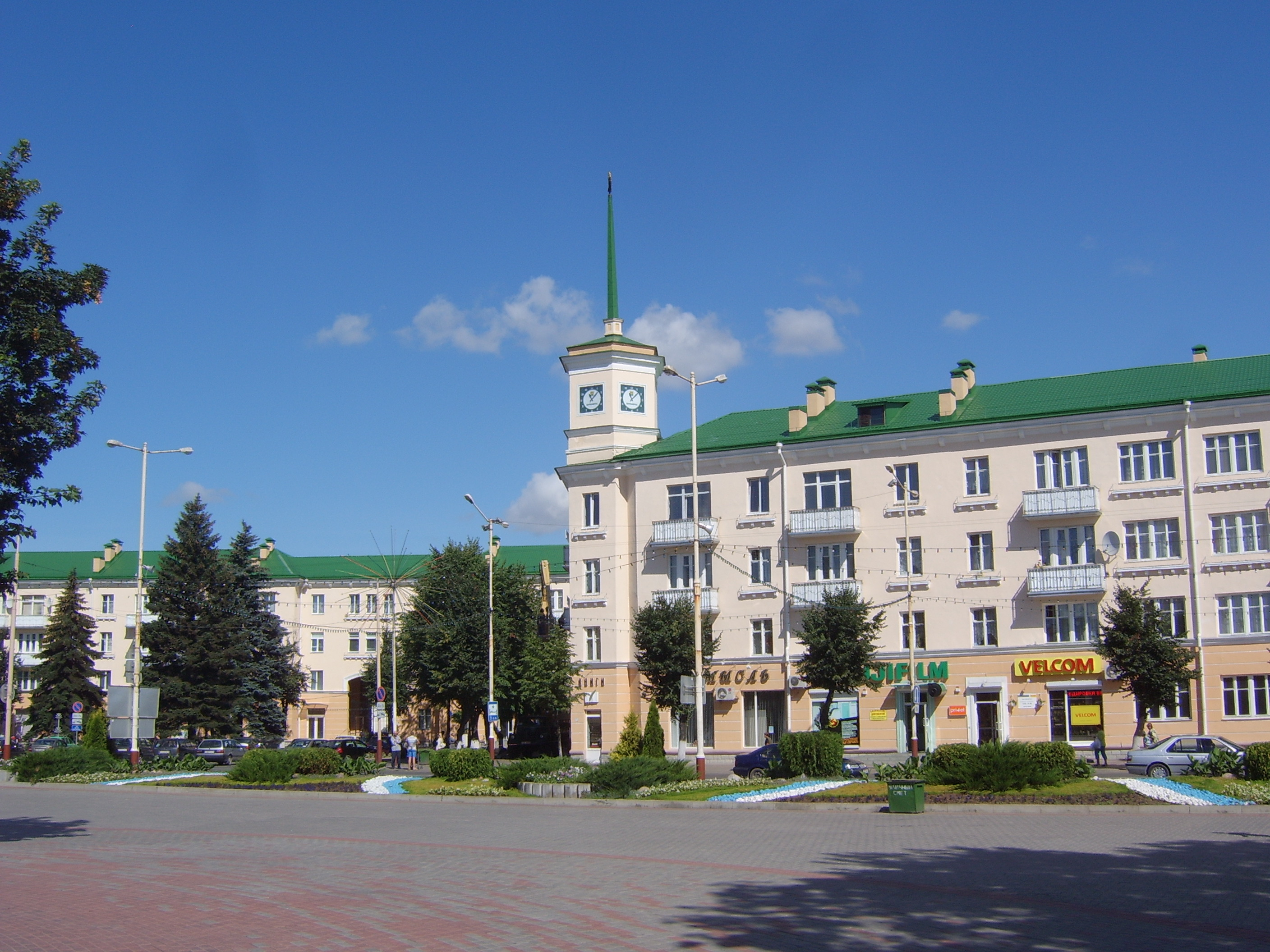
Architektura socrealistyczna w Baranowiczach

Na potrzeby miejscowego przemysłu w latach 60. XX wieku w Baranowiczach osiedlono robotników sprowadzonych z głębi Rosji. W 1987 roku w Baranowiczach powstała pierwsza na Białorusi polska szkoła.
Od 1991 Baranowicze są częścią niepodległej Białorusi. W 1994 roku zakończono budowę Domu Polskiego mieszczącego Społeczną Szkołę Polską.

## Zabytki
- Kościół katolicki pw. Podwyższenia Krzyża – zbudowany w 1924 roku, nieprzerwanie czynny w okresie sowieckim, zachowany do dziś. W czasach II Rzeczypospolitej i ZSRR stanowił główny ośrodek baranowickich Polaków[8].
- Domy Kolonii urzędniczej z około 1925 roku, proj. arch. Teodor Bursche
- Budynek rozgłośni Polskiego Radia uruchomionej 1 lipca 1938 roku w stylu funkcjonalistycznym, ul. Komsomolska.
- Budynek Ogniwa Polskiego z około 1935 roku
- Budynek Poczty Polskiej z około 1935 roku
- Budynek Banku Polskiego, wzniesiony w l. 1927–1929
- Remiza strażacka z lat 30.
- Cerkiew prawosławna, ob. sobór Opieki Matki Bożej
- Rzeźnia miejska „Kres-Eksport” z 1927 roku
- Dwie synagogi (nie wpisane w rejestr zabytków)

Cmentarze:
- Cmentarz katolicki z pomnikiem w kształcie wysokiego cokołu zwieńczonego krzyżem z lat 20. XX wieku. Do lat 60. XX wieku znajdował się na nim napis: „Polsko, Matko nasza/W służbie twej wierni/ życie swe oddaliśmy/Pamięci 182 pracowników etapu repatriacyjnego w Baranowiczach/ Zmarłych w latach odrodzenia Ojczyzny/1920–1923”. Po odtworzeniu w latach 90. XX wieku, napis usunięto na żądanie władz i zastąpiono rosyjskim.
- Cmentarz prawosławny ze zbiorową mogiłą ponad 100 Polaków spośród miejscowej inteligencji zamordowanych przez Niemców.
- Cmentarz żydowski z symbolicznym nagrobkiem i napisem „Prochy 12 000 Żydów z Baranowicz, zebranych z miejsc Zagłady, zabitych przez Niemców i ich pomocników w 1942 r.”[20].

Inne:
- Dom z pocz. XX w.
- Kamienica z 1902 r.

Obiekty niezachowane:
- Kino Apollo z okresu II RP (zburzone)
- grób nieznanego żołnierza z okresu II RP (zburzony)

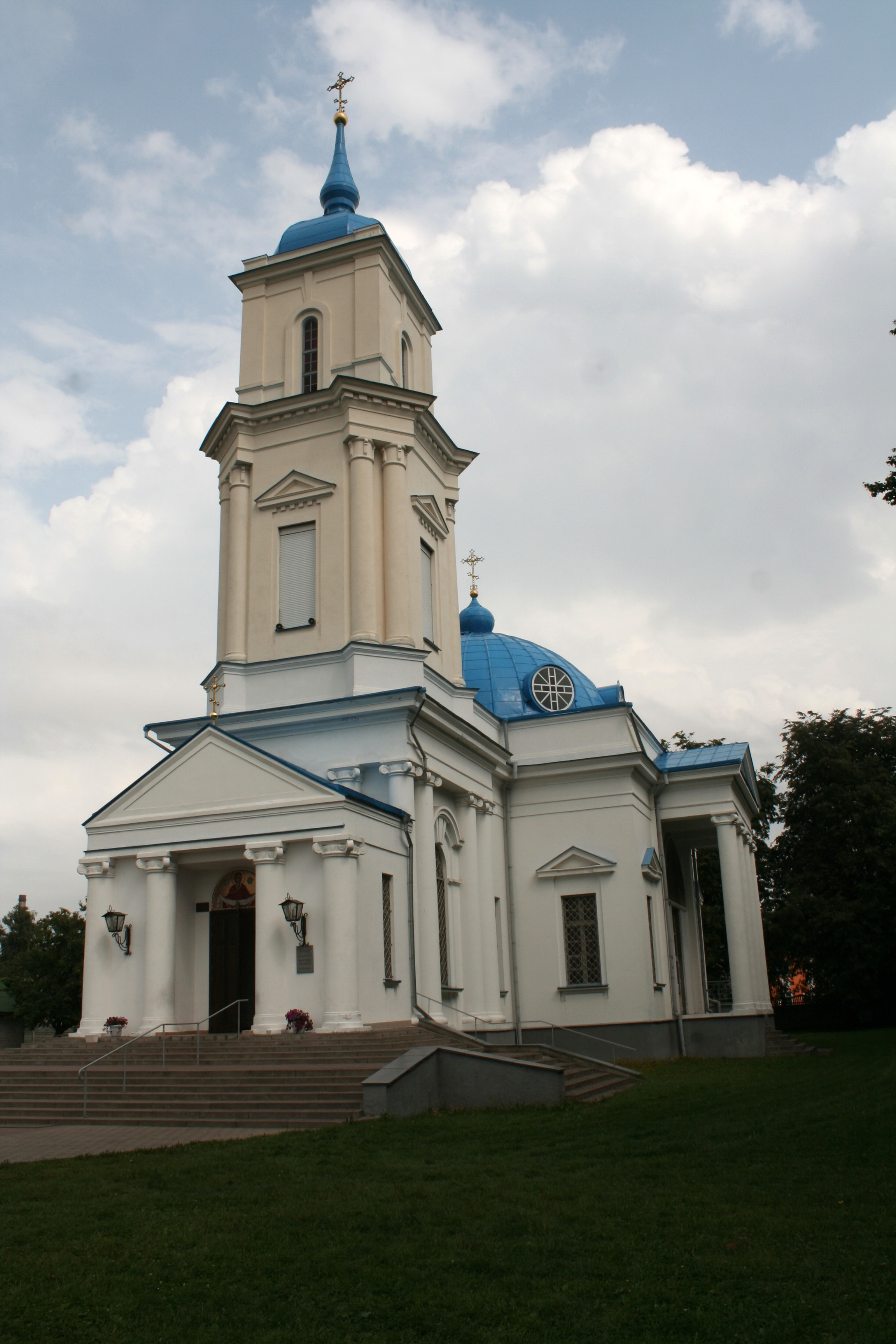
Sobór Opieki Matki Bożej z lat 20. XX w
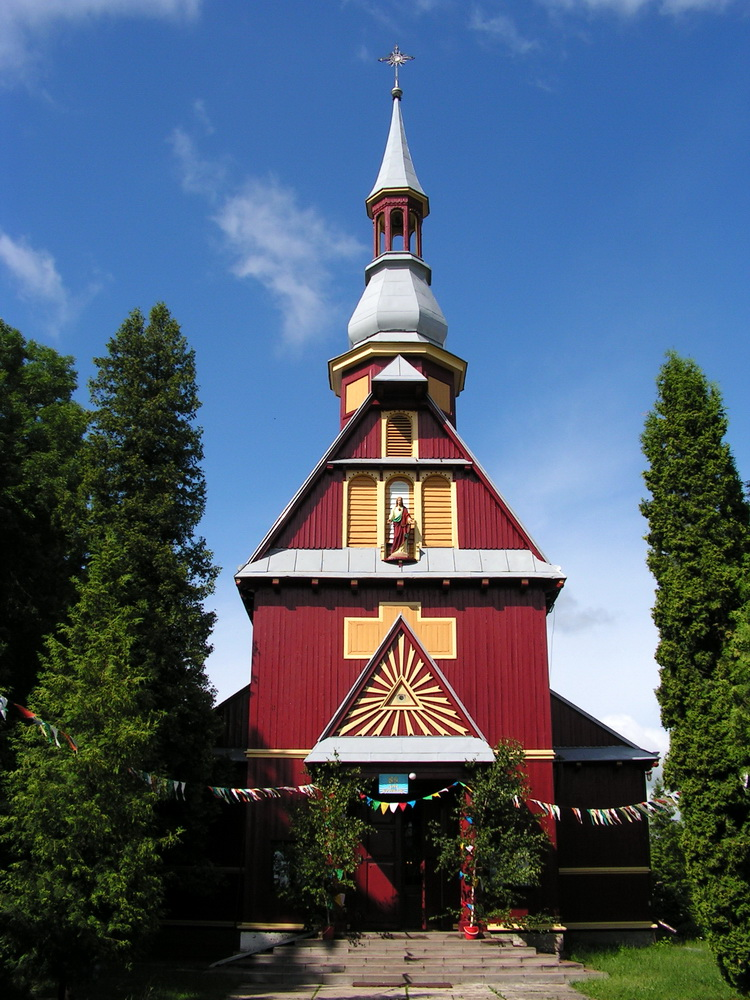
Kościół katolicki w stylu zakopiańskim z 1924 r.
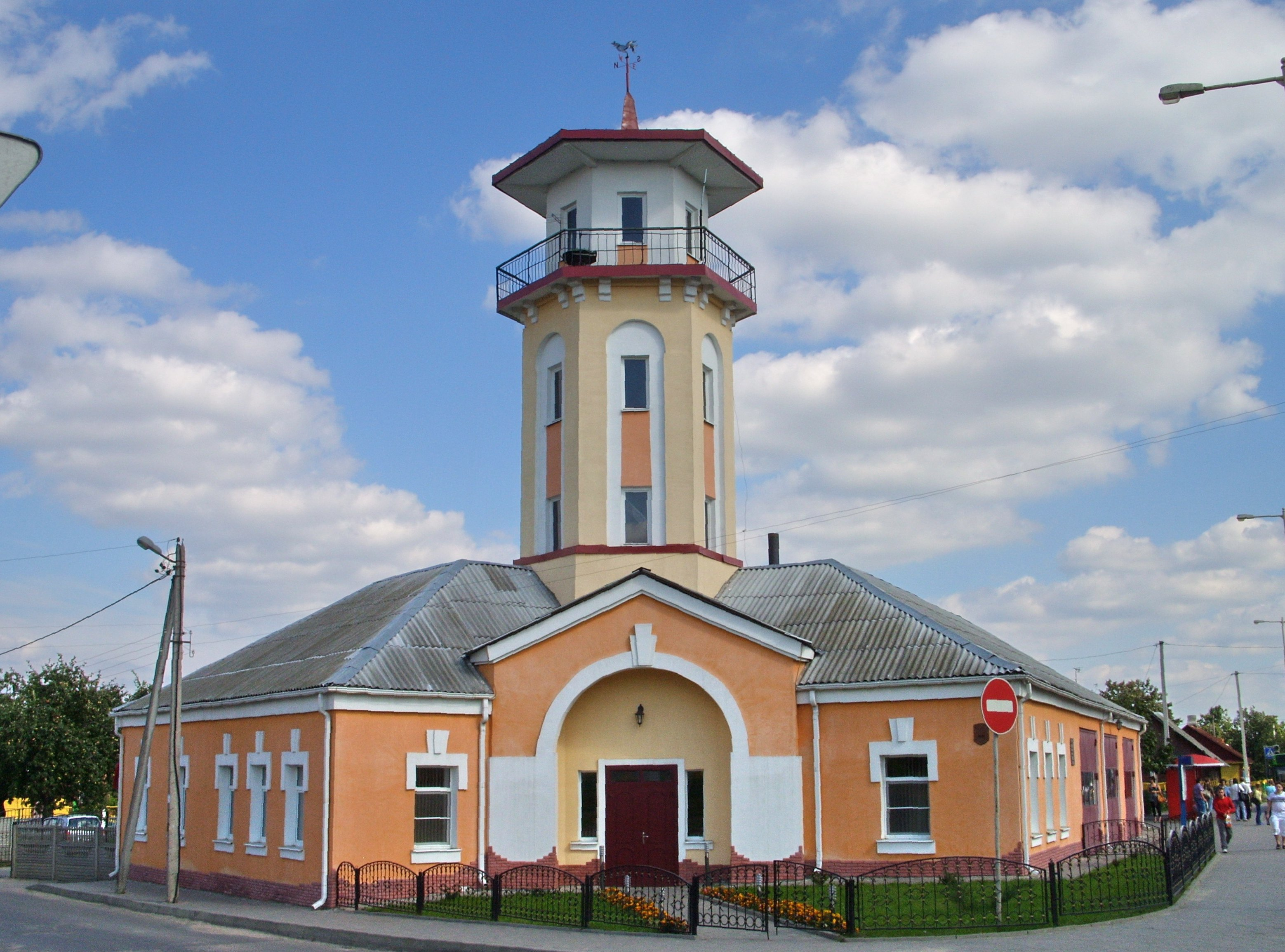
Remiza
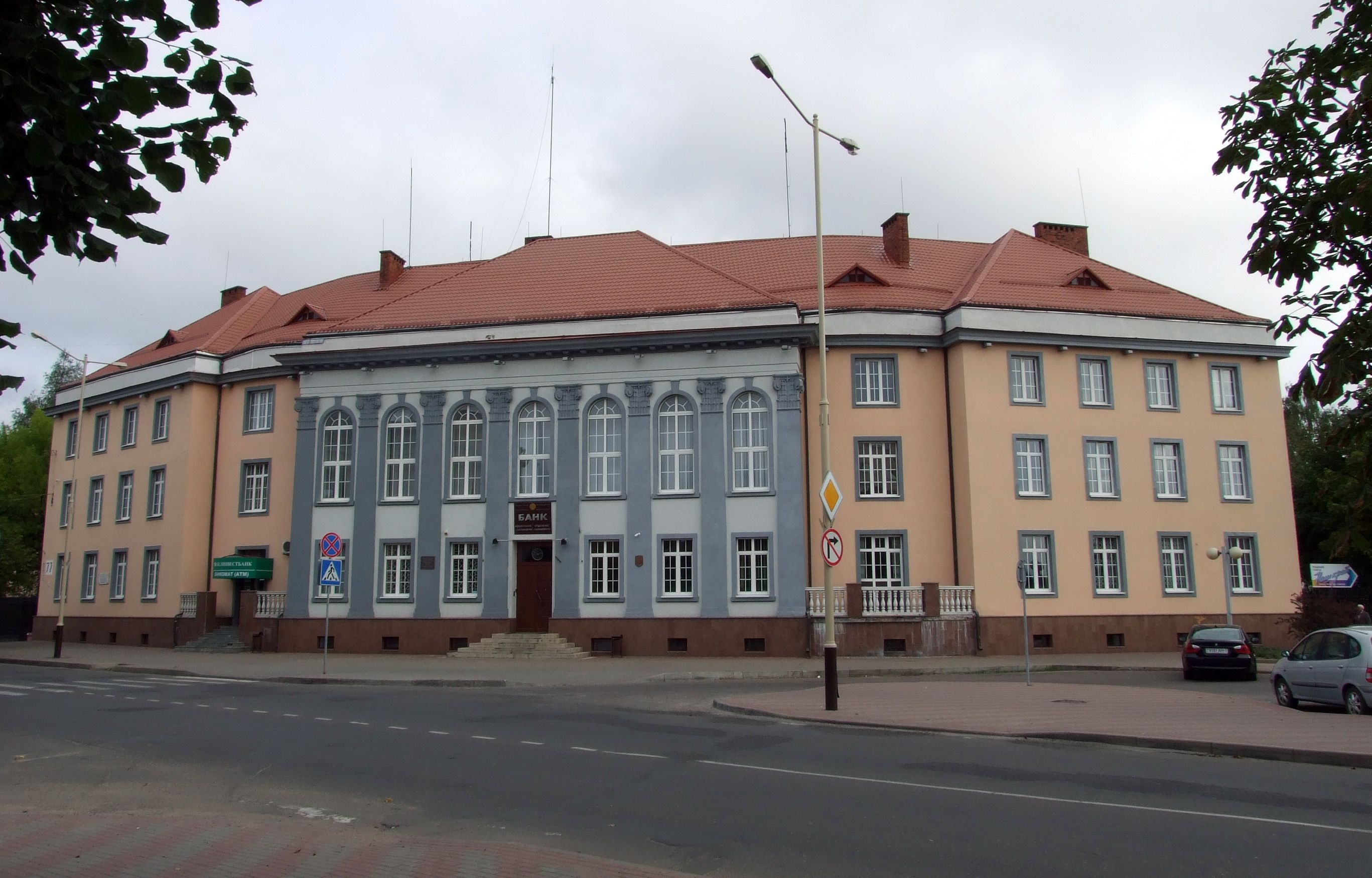
Gmach Banku Polskiego
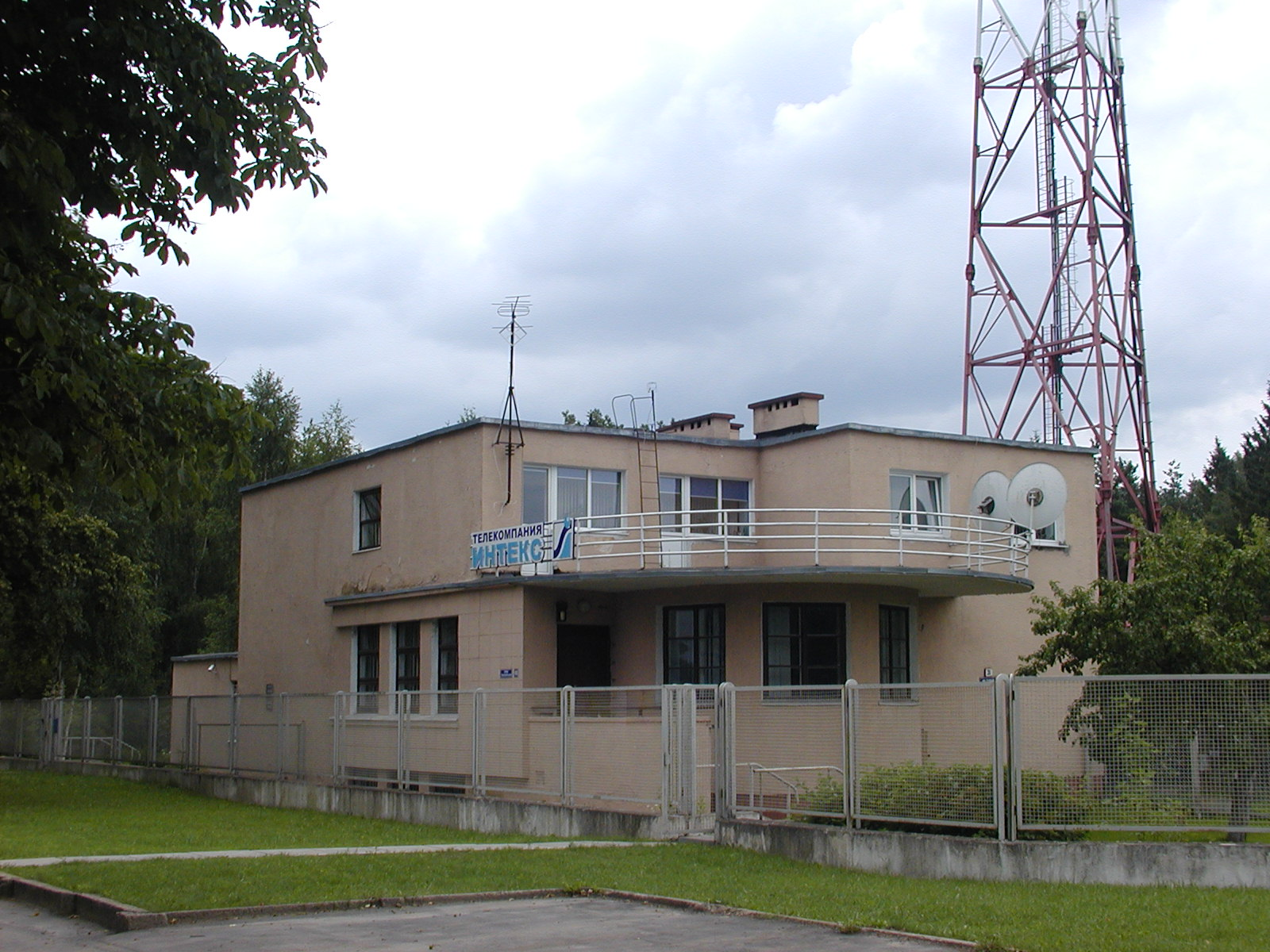
Rozgłośnia Polskiego Radia z 1938 r.
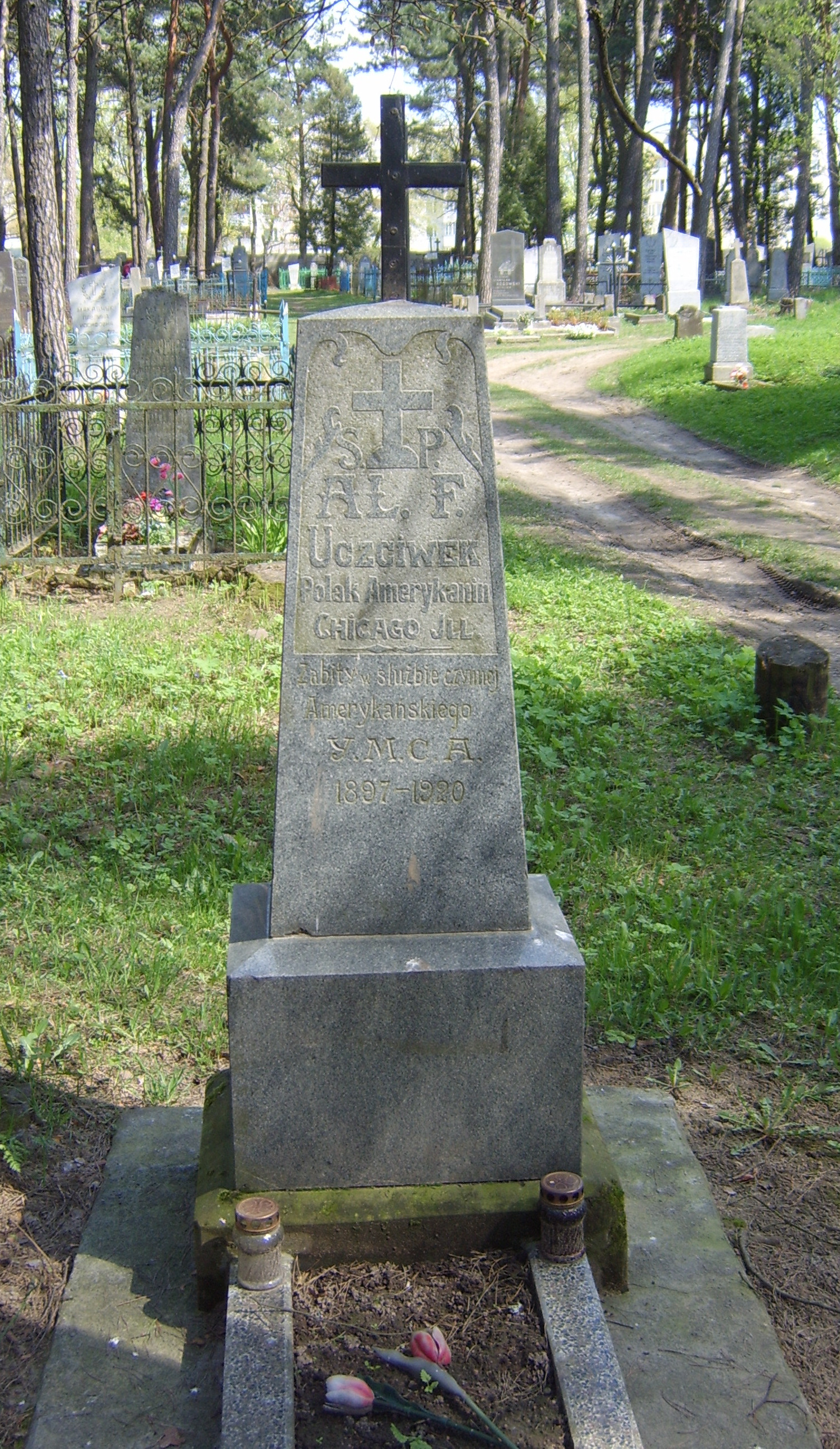
Cmentarz katolicki
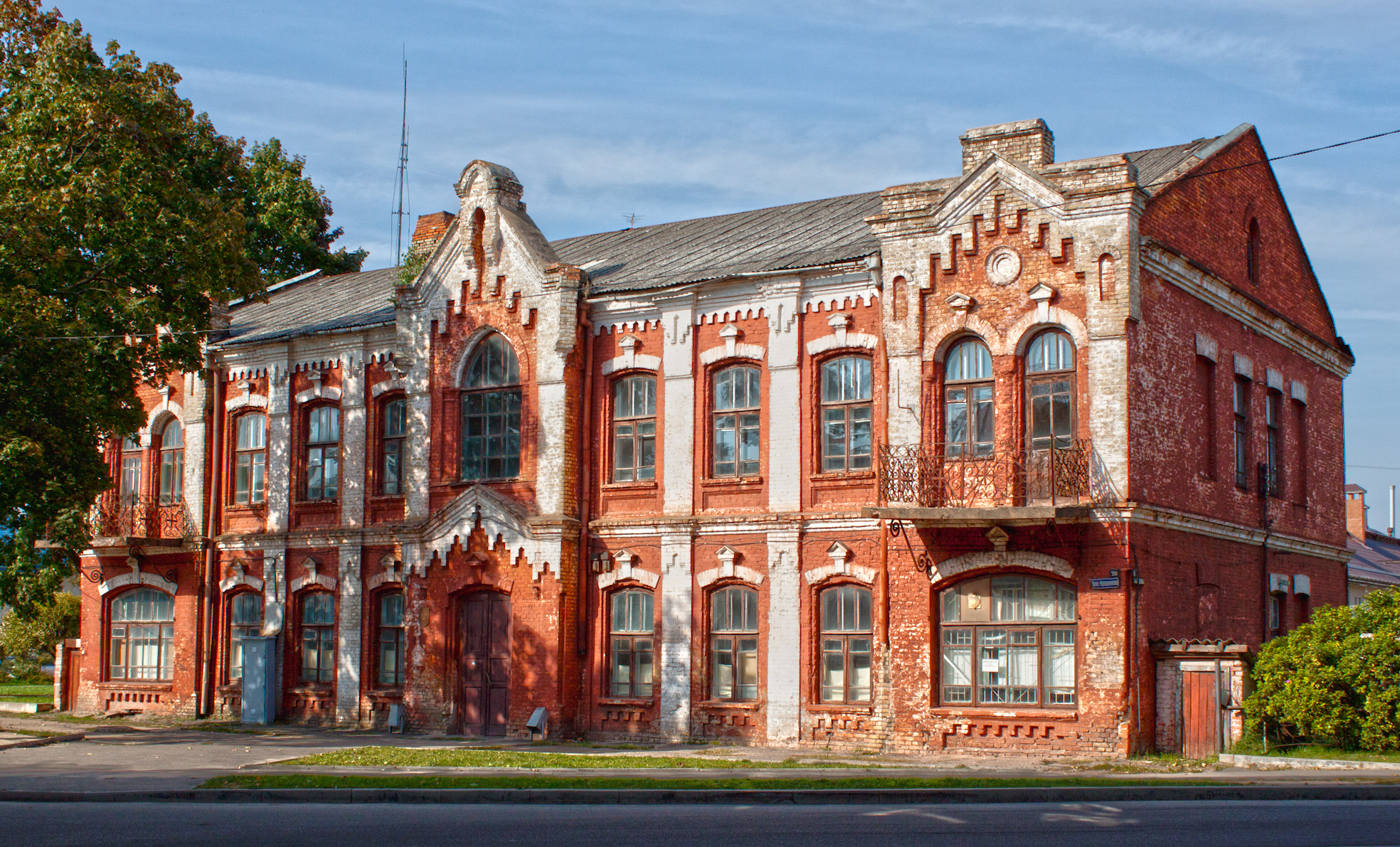
Zabytkowa kamienica z 1902
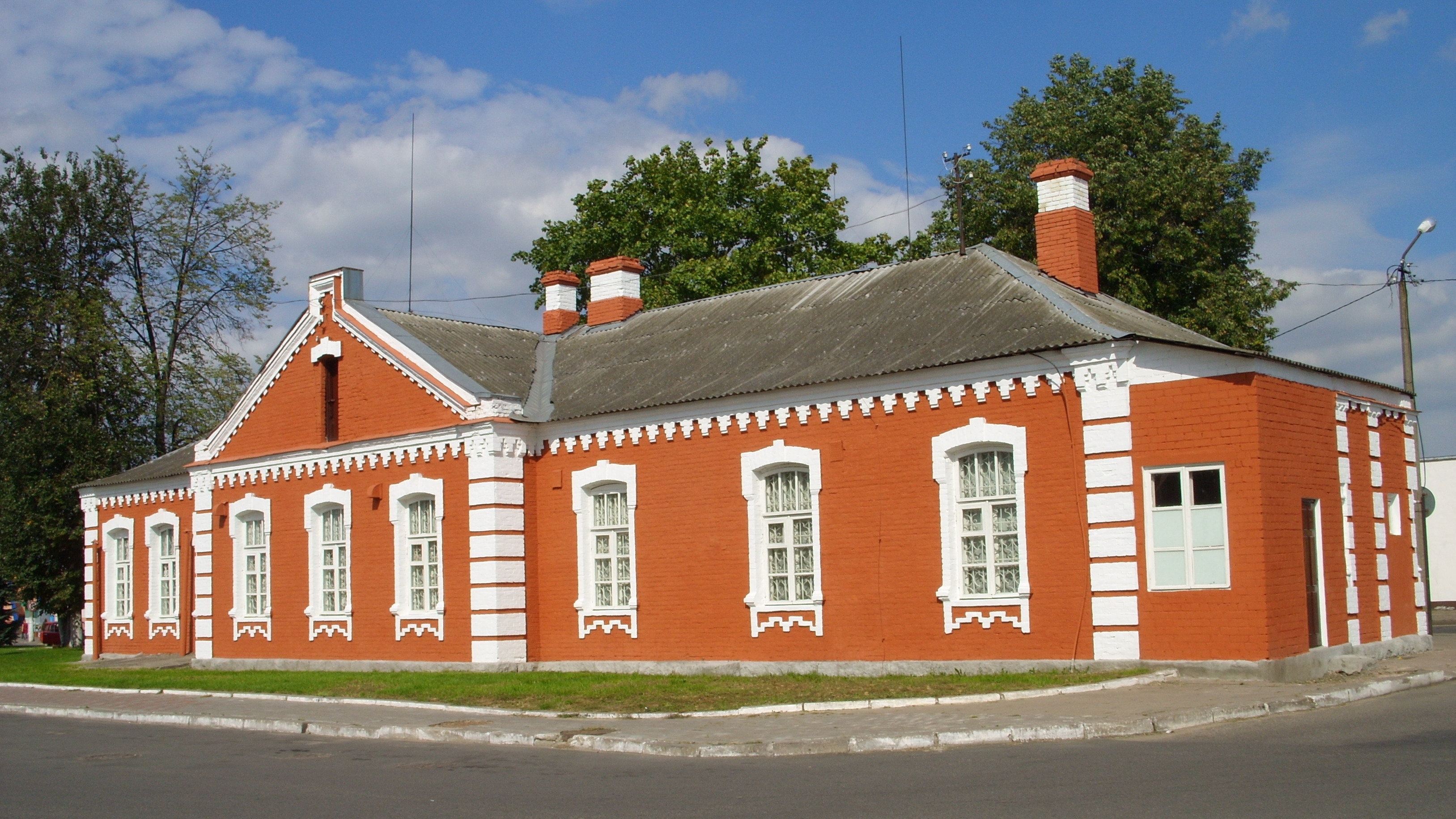
Zabytkowy dom z pocz. XX w.
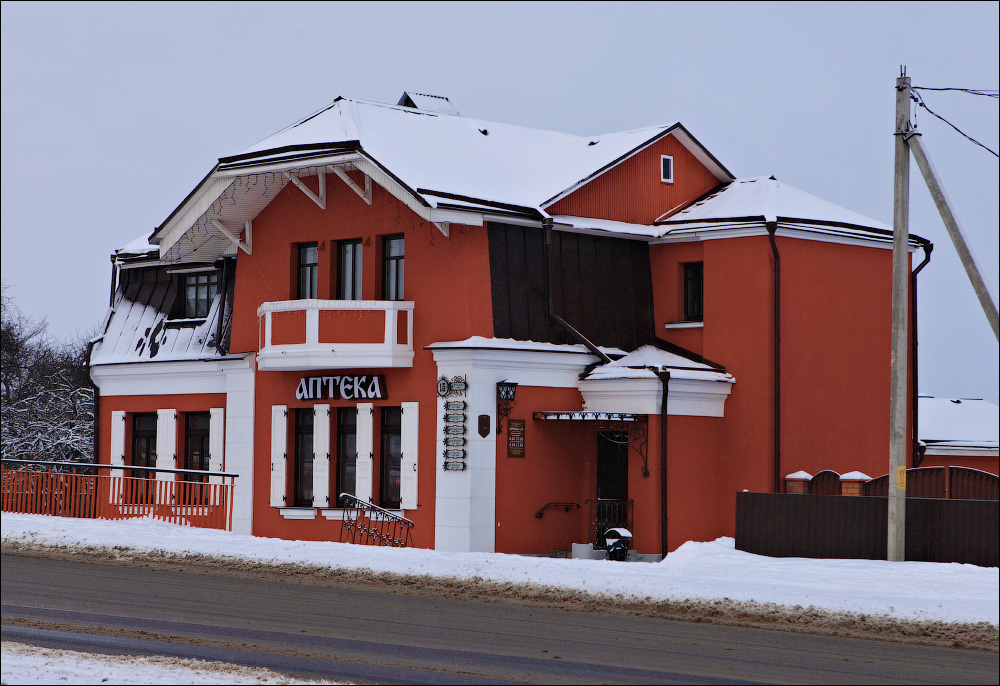
Apteka
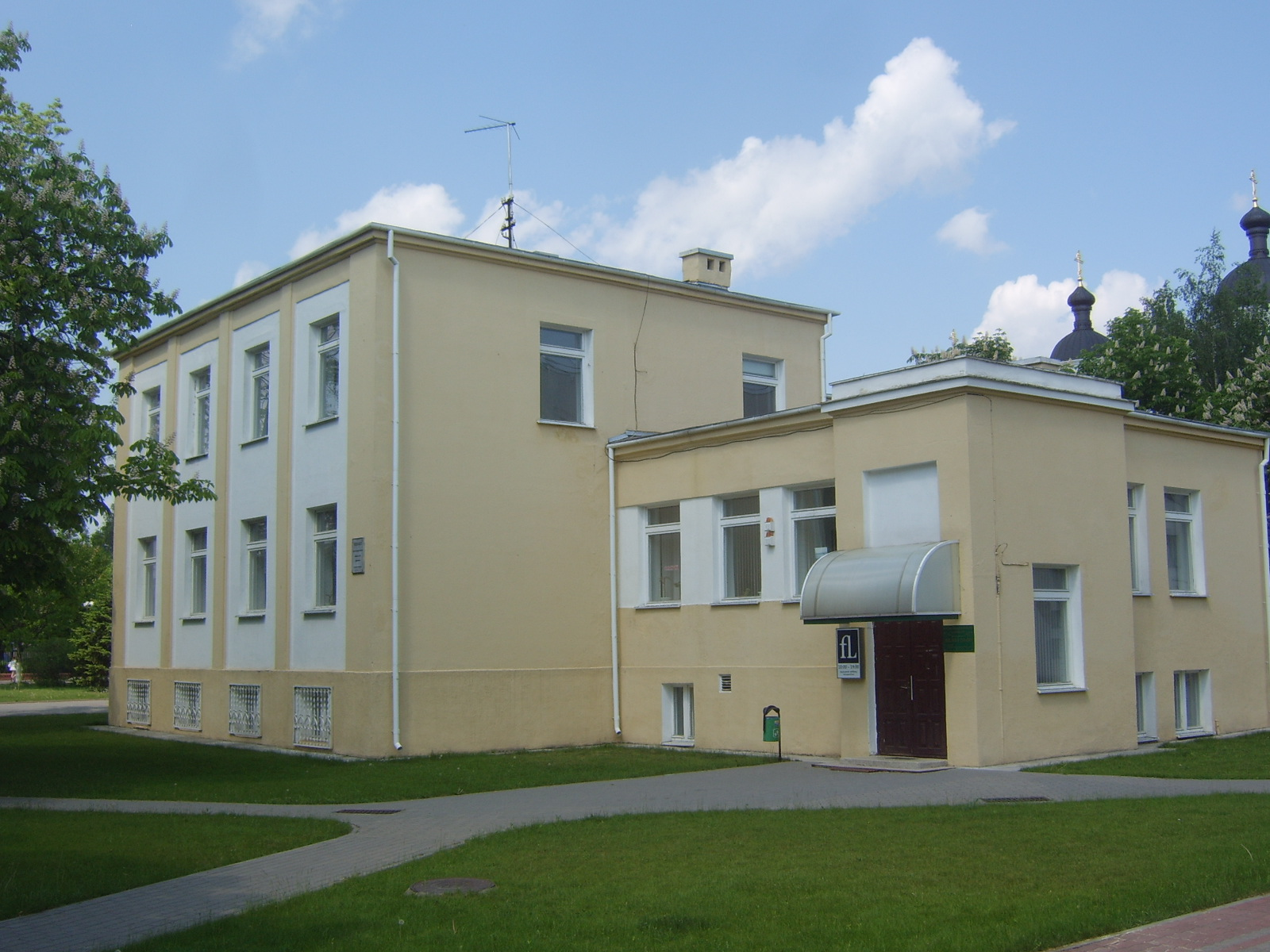
Budynek z lat 30. XX w. (przebudowany)

## Transport

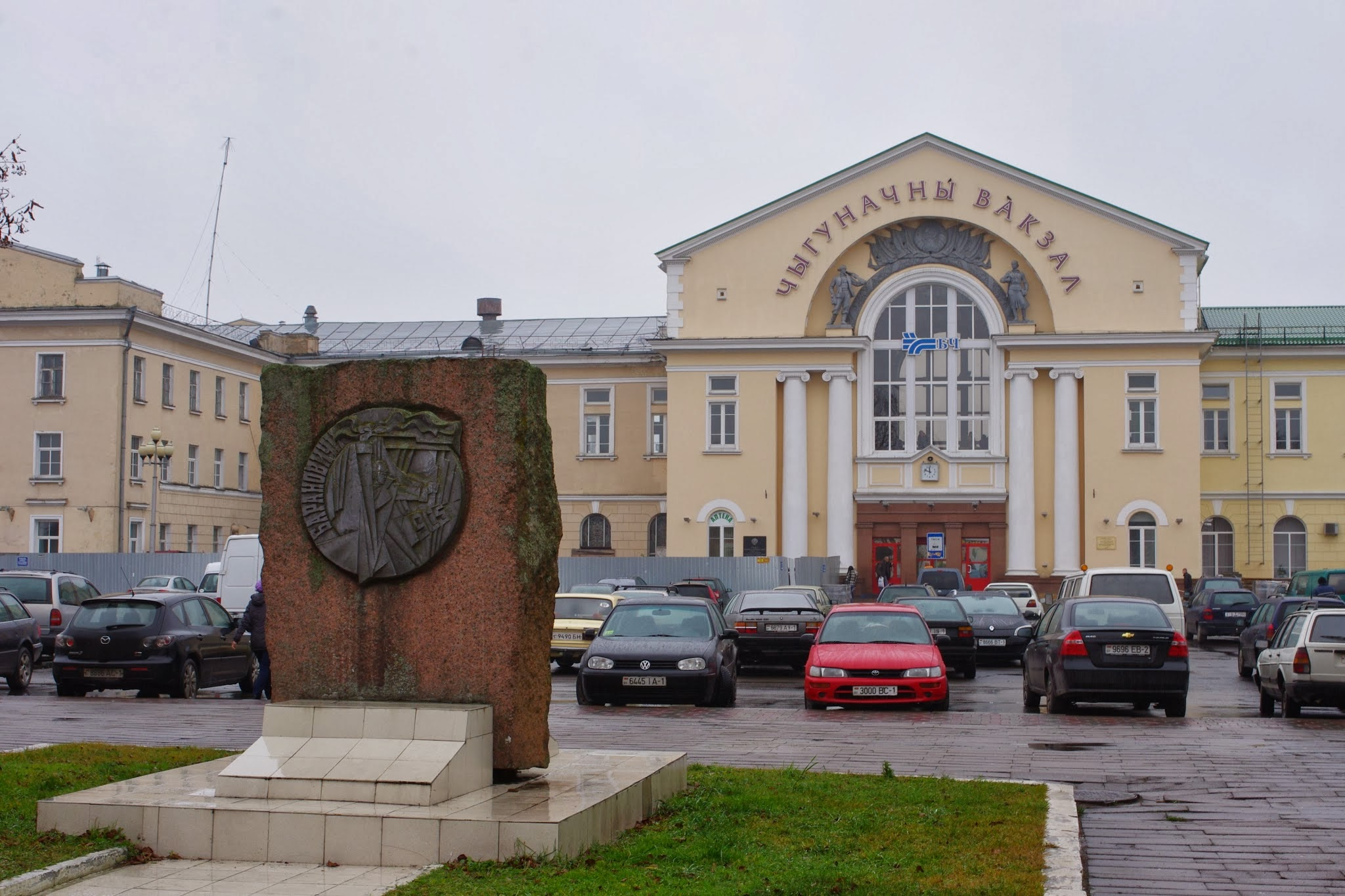
Dworzec kolejowy Baranowicze Poleskie

Ważny węzeł kolejowy, stacja Baranowicze Centralne. Baranowicze mają połączenia kolejowe bezpośrednie z wieloma miastami:
- Baranowicze – Mińsk – Moskwa
- Baranowicze – Brześć – Warszawa
- Baranowicze – Równe – Kijów
- Baranowicze – Wilno
- Baranowicze – Lida – Grodno

Przez miasto przebiega też trasa międzynarodowa M1 Brześć nad Bugiem – Mińsk.

## Ludzie związani z Baranowiczami
- Maja Berezowska – polska malarka, graficzka, karykaturzystka i scenografka, urodzona w Baranowiczach
- Julija Chitra – białoruska pływaczka, urodzona w Baranowiczach
- Gieorgij Chołostiakow – radziecki dowódca wojskowy, wiceadmirał, Bohater Związku Radzieckiego, urodzony w Baranowiczach
- Elżbieta Dołęga-Wrzosek – polska działaczka społeczna na Białorusi
- Michał Issajewicz ps. Miś – major Wojska Polskiego, żołnierz Armii Krajowej
- Alina Jaroszewicz – polska działaczka społeczna i oświatowa na Białorusi, prezes Klubu Polskiego w Brześciu oraz oddziału brzeskiego ZPB, redaktor naczelna Ech Polesia, wiceprzewodnicząca Rady Naczelnej Związku Polaków na Białorusi
- Uładzimir Karwat – białoruski pilot wojskowy, odznaczony tytułem Bohatera Białorusi, był naczelnikiem bazy powietrznej i przygotowania taktycznego 61 bazy lotniczej w Baranowiczach.
- Janina Klawe – polska tłumaczka literatury pięknej, historyk literatury
- Lidia Korsakówna – polska aktorka teatralna i filmowa
- Jerzy Mazur – polski duchowny katolicki, biskup diecezji ełckiej
- Zygmunt Młot-Przepałkowski – polski dowódca wojskowy, rotmistrz kawalerii Wojska Polskiego II RP, urzędnik administracji państwowej, zamordowany przez Rosjan w Katyniu
- Walerija Nowodworska – rosyjska publicystka i polityk, radziecka dysydentka, urodzona w Baranowiczach
- Andrzej Różycki – polski reżyser filmowy, fotografik, artysta współczesny, artysta multimedialny, scenarzysta, teoretyk sztuki
- Natalla Sazanowicz – białoruska lekkoatletka, wieloboistka, medalistka Igrzysk Olimpijskich, Mistrzostw Świata i Europy, urodzona w Baranowiczach
- Teresa Sieliwończyk – polska działaczka społeczności polskiej na Białorusi, wiceprezes ZPB ds. kontaktów z zagranicą, szefowa oddziału ZPB w Baranowiczach
- Tomasz Szalewicz – polski działacz społeczny i samorządowiec związany z Nowogródczyzną, poseł na Sejm IV kadencji (1935–1938)
- Kazimierz Świątek – polski kardynał Kościoła rzymskokatolickiego, emerytowany arcybiskup metropolita mińsko-mohylewski
- Ludwik Wolnik – polski inżynier i samorządowiec, prezydent Nowogródka i Baranowicz
- Stanisława Sowińska – pisarka, podpułkownik Wojska Polskiego

## Sport
Do 1939 roku w Baranowiczach funkcjonowały kluby piłkarskie takie jak m.in. WKS Baranowicze i Ognisko Baranowicze.

## Galeria

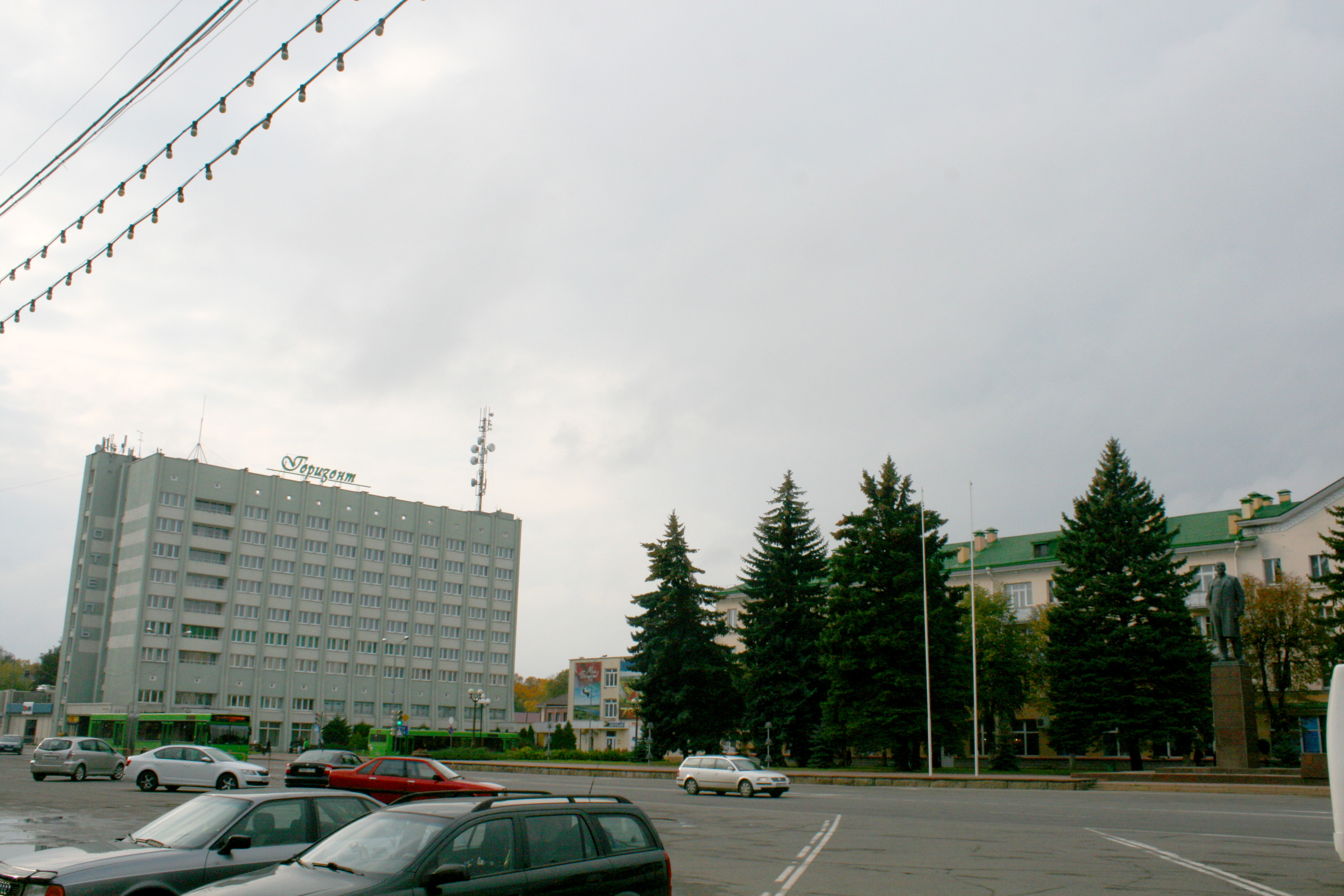
Centralny Plac Lenina, hotel Gorizont, pomnik Lenina (2016)
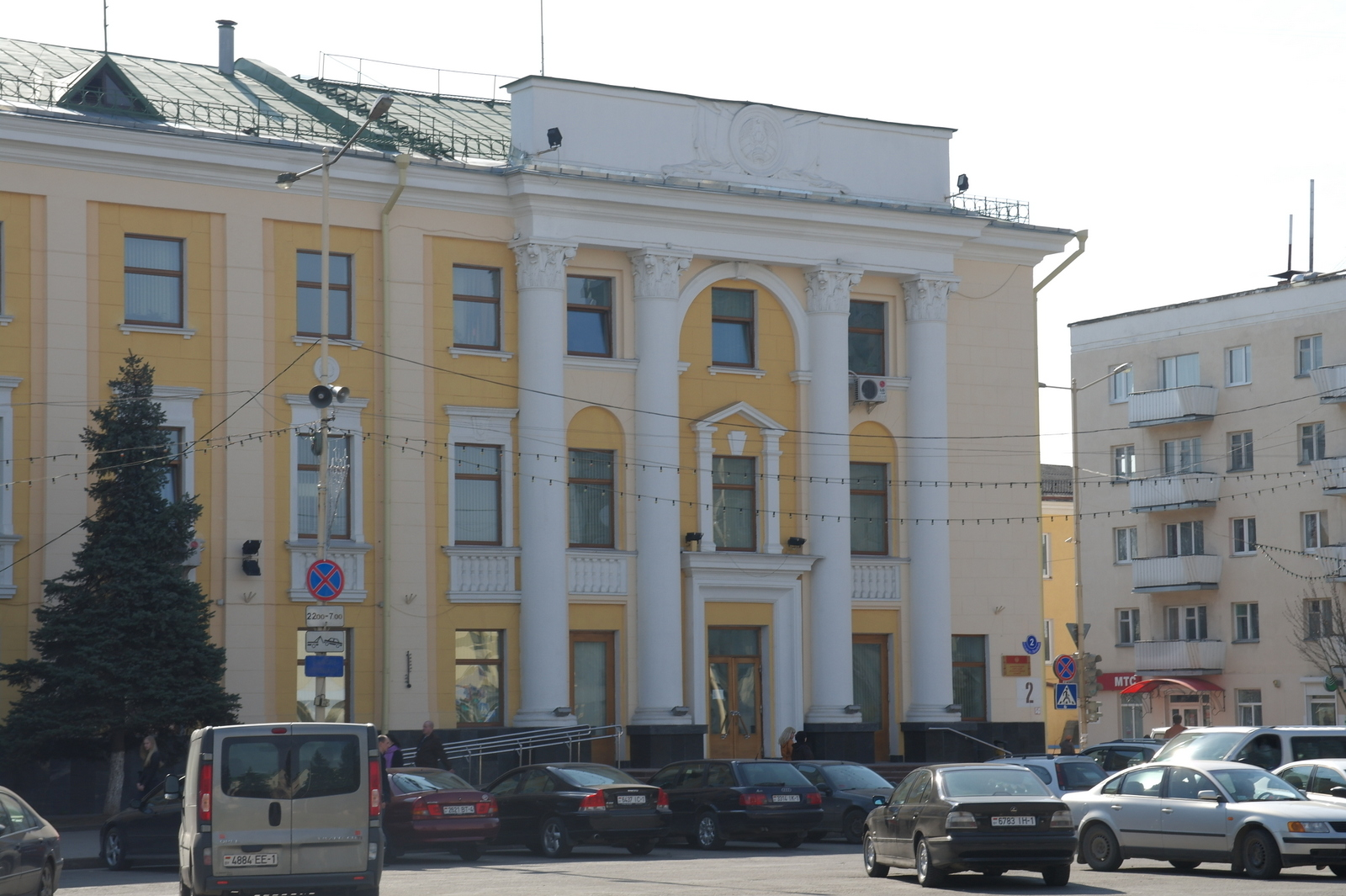
Gmach administracji miejskiej
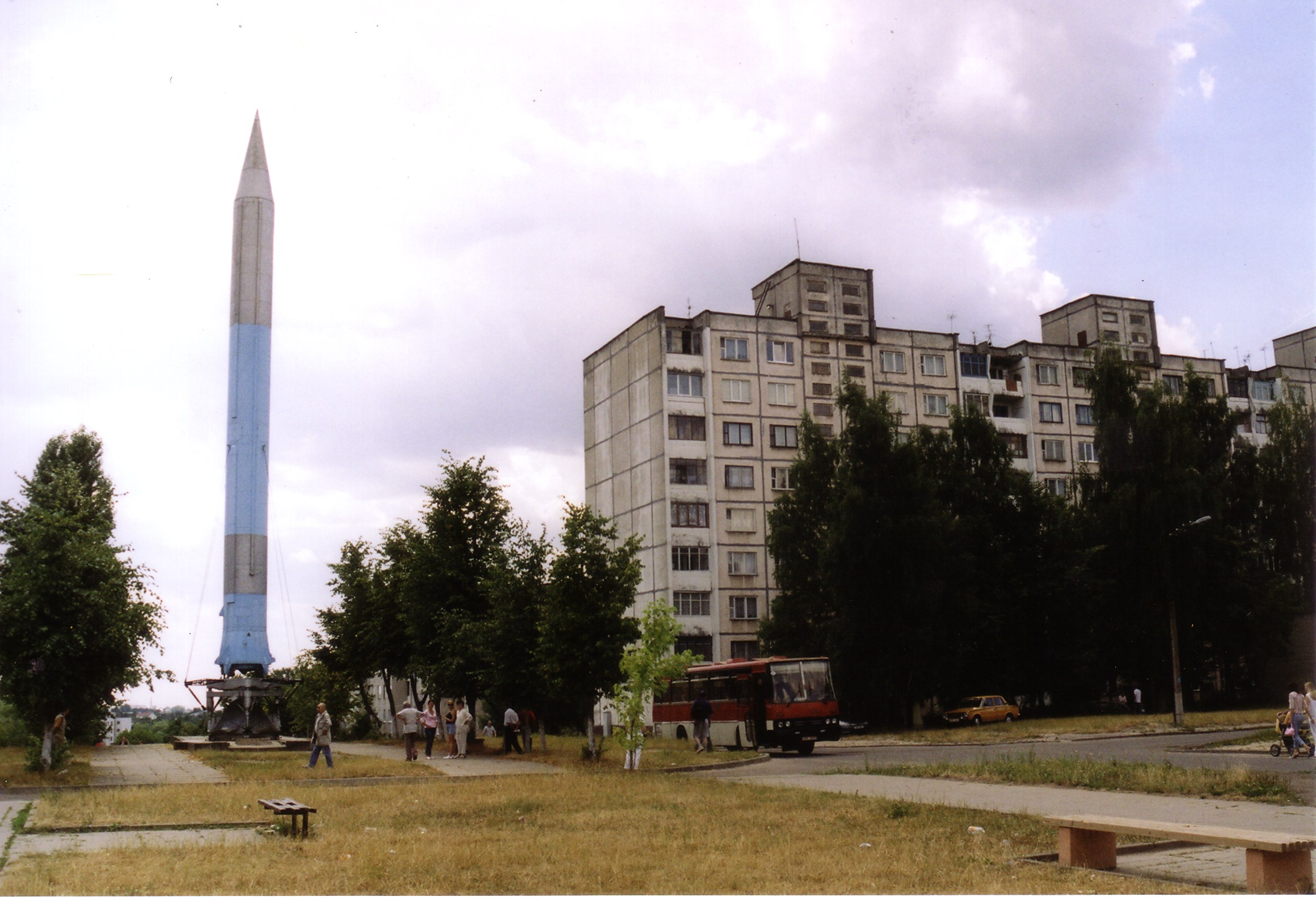
Rakieta balistyczna pomnik
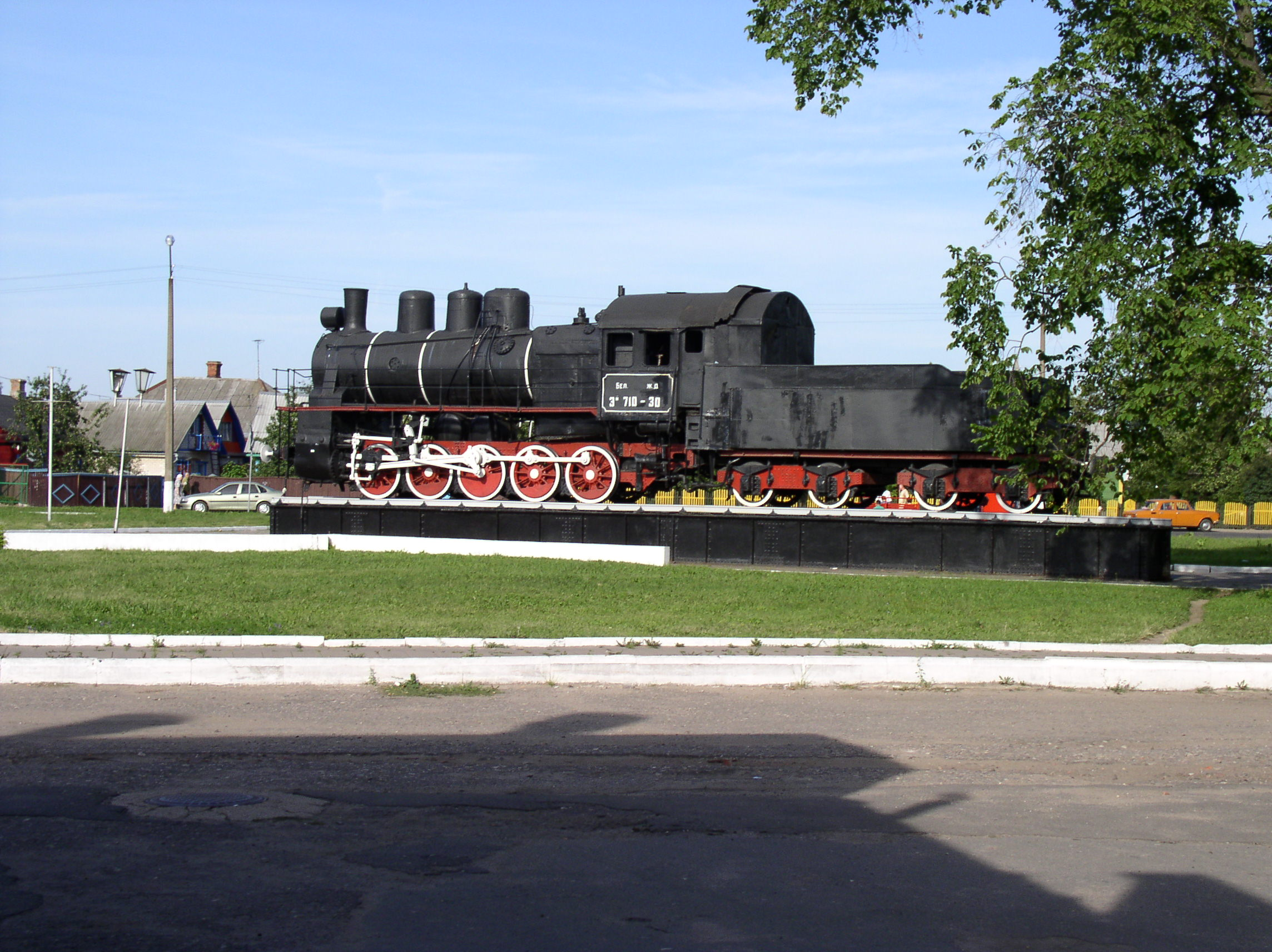
Lokomotywa pomnik ЭM 270-30
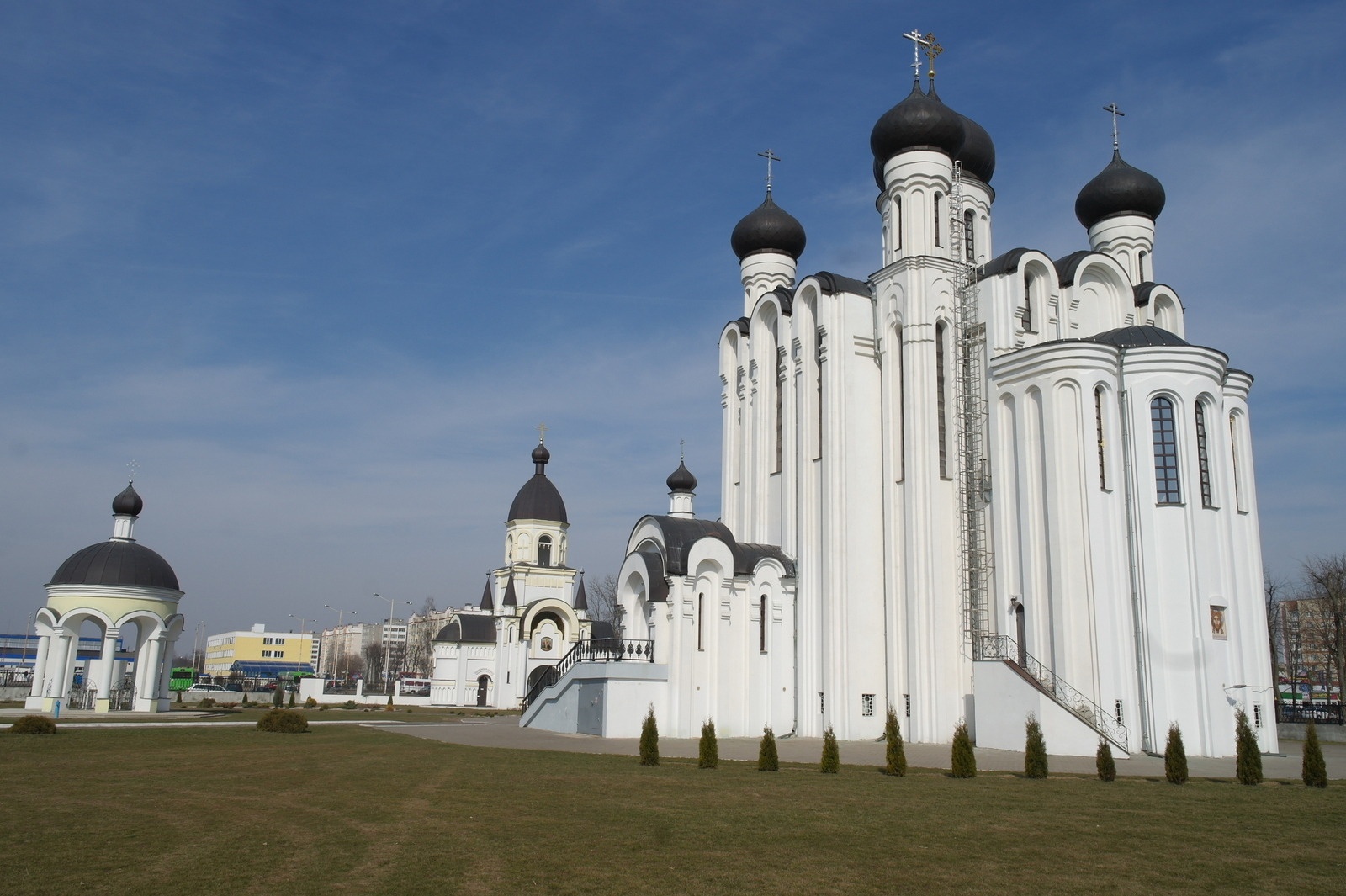
Cerkiew św. Aleksandra Newskiego
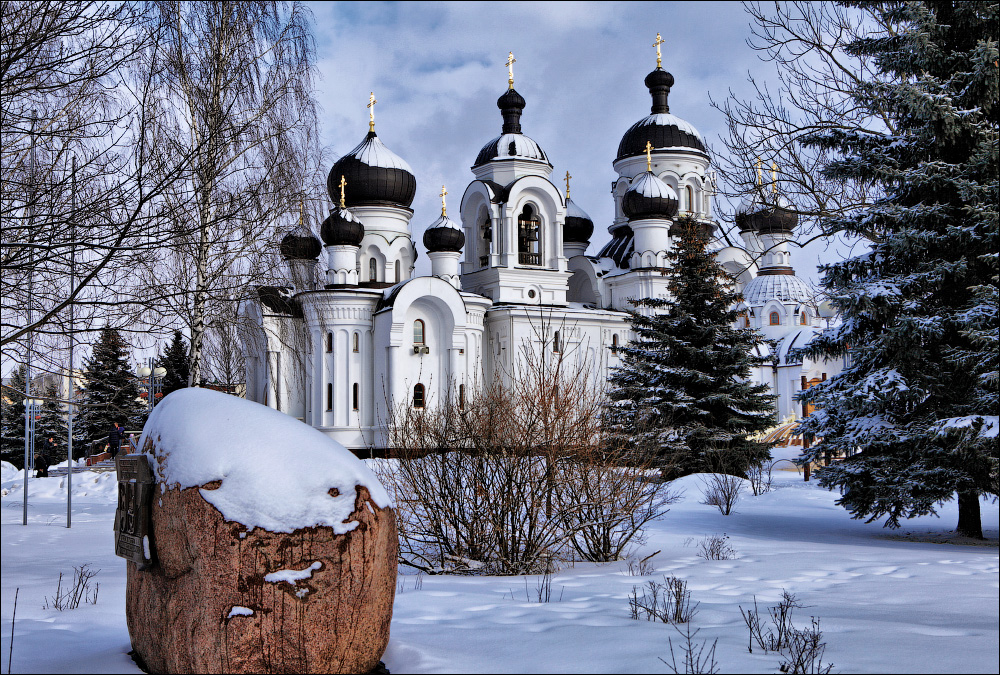
Cerkiew św. Niewiast Niosących Wonności
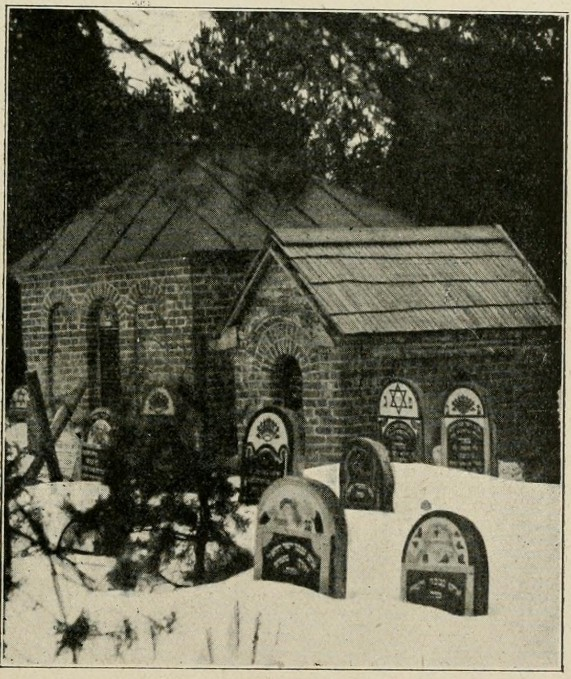
Dawny cmentarz żydowski

## Obiekty wojskowe
Przed pełnoskalową inwazją Rosji na Ukrainę na lotnisku Baranowicze znajdowało się około 50 samolotów wojskowych Sił Powietrznych Białorusi. Wynika to z faktu, że znajduje się tam 61 Baza Lotnictwa Myśliwskiego, która składa się głównie z samolotów Su-30SM, Su-27 i MiG-29. Od września 2021 r. zaczęły przylatywać tam rosyjskie samoloty Su-30SM i Su-34. Później to samo lotnisko zaczęło być wykorzystywane do ataków i bombardowań terytorium Ukrainy.
W Baranowiczach znajduje się również 558. Lotniczy Zakład Remontowy (biał. 558 Авіяцыйны рамонтны завод), specjalizujący się w naprawach oraz remontach samolotów i śmigłowców dla potrzeb sił zbrojnych. Po inwazji Rosji na Ukrainę w 2022 roku zakład znalazł się na amerykańskiej liście sankcyjnej (Specially Designated Nationals and Blocked Persons List). Wielka Brytania i Kanada również nałożyły na niego sankcje.

## Miasta partnerskie
- Heinola
- Stockerau
- Nowowołyńsk
- Chibi
- Ferrara
- rejon wasilieostrowski m. Sankt Petersburg
- Karłowo
- Mytiszczi
- Biała Podlaska
- Szawle
- Mitawa
- Nacka
- Kineszma
- rejon sołncewski m. Moskwa
- Konyaaltı
- Huế
- Królewiec
- Tyresö
- powiat sulęciński
- Połtawa
- rejon m. Jejsk
- Čačak[26]